# المسيحية في آسيا

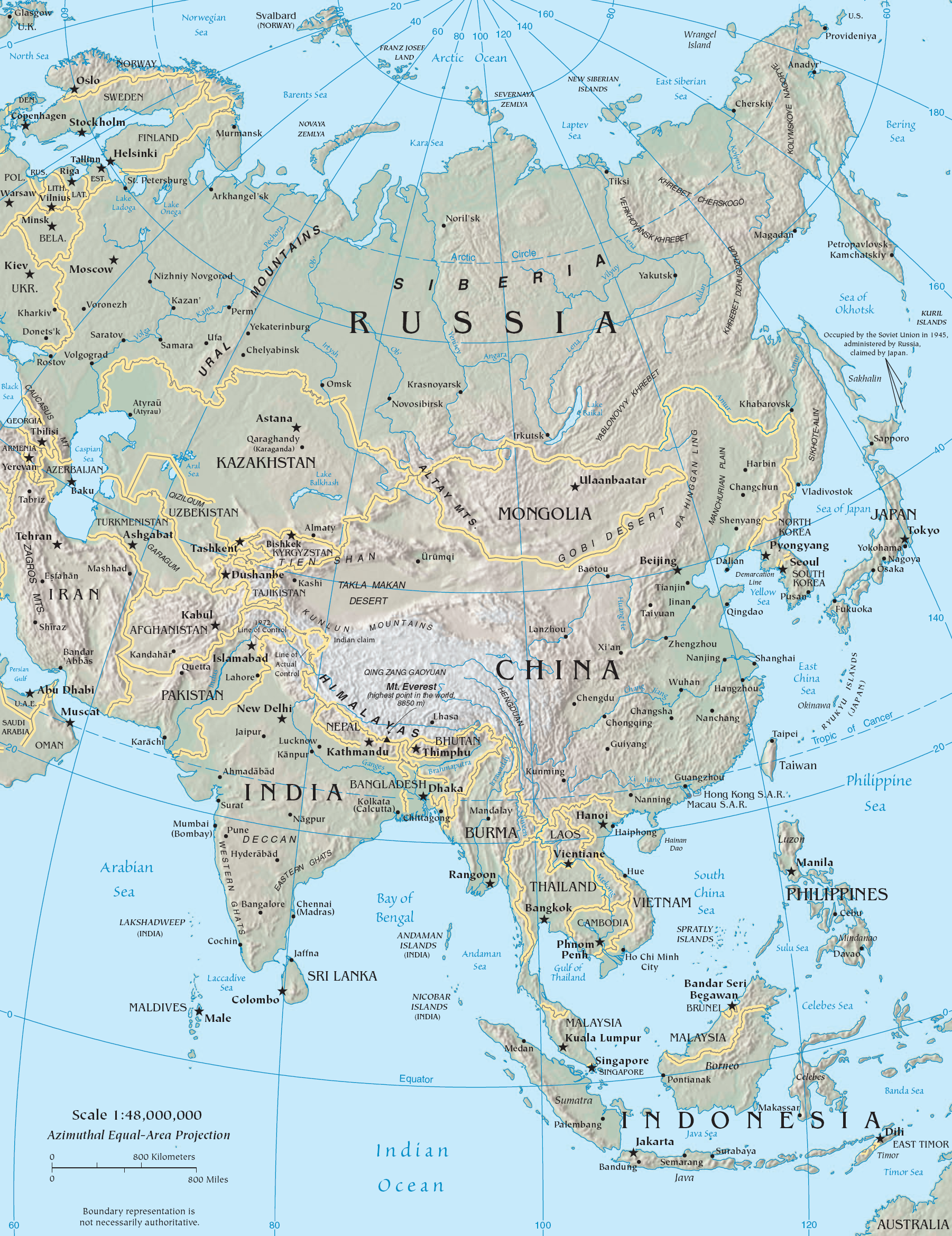
ظهرت المسيحية في فلسطين الرومانية ثم سرعان ما أنتشرت إلى الصين بين القرن الأول والرابع عشر وإلى شرق آسيا مع عصر الاستكشاف.

تعود جذور المسيحية في آسيا إلى بداية المسيحية، إذ أن فلسطين الرومانية هي مهد المسيحية والتي نشأت فيها تعاليم يسوع. انتشرت المسيحية في آسيا من خلال العمل التبشيري عن طريق رسل المسيح الاثنا عشر. توسعت المسيحية الأولى في بلاد الشام، مع جذورها في المدن الكبرى مثل القدس وأنطاكية. ووفقًا للتقاليد، توسعت المسيحية شرقًا عن طريق الوعاظ من تلاميذ يسوع، منهم توما الذي أسس المسيحية في الإمبراطورية البارثية في إيران والهند. وكانت أولى الدول الآسيوية التي اعتمدت المسيحية كدين للدولة أرمينيا وجورجيا وذلك في الأعوام 301 و327.
بعد مجمع أفسس عام 431 حصل الانشقاق النسطوري، وانقسمت المسيحية إلى مسيحية غربية مركزها في الامبراطورية الرومانية الغربية، والمسيحية الشرقية ومركزها الامبراطورية البيزنطية وكنيسة المشرق. بدأت كنيسة المشرق التبشير بين المغول في القرن السابع، ودخلت المسيحية في الصين خلال عهد أسرة تانغ (618-907). تسامح المغول مع طافة الأديان متعددة، خاصًة مع عدد من القبائل المغولية التي كانت مسيحية في المقام الأول، وتحت قيادة حفيد جنكيز خان مونكو خان كان للمسيحية تأثير ديني صغير في إمبراطورية المغول في القرن الثالث عشر.
في الفترة نفسها كانت هناك بعض الجهود للم شمل المسيحية الشرقية والغربية. كانت هناك أيضًا جهود تبشيرية عديدة من أوروبا إلى آسيا، في المقام الأول من قبل الرهبنة الفرنسيسكانية ودومينيكانية واليسوعيين. في القرن السادس عشر بدأت إسبانيا في تحويل الفلبينيين للمسيحية. في القرن الثامن عشر وضعت الكاثوليكية قدمها في كوريا. في العصر الحديث، ل ا تزال المسيحية هي الديانة السائدة في روسيا، أرمينيا، جورجيا، قبرص، الفلبين وتيمور الشرقية، مع تواجد أقليات كبيرة في كوريا الجنوبية، لبنان، سوريا، فلسطين، الأردن، كازاخستان، قيرغيزستان، الصين، فييتنام، الهند، إندونيسيا، ماليزيا، تايلندا، هونغ كونغ، وسنغافورة وعدة بلدان أخرى في آسيا.
آسيا هي القارة الوحيدة التي لا يشكل المسيحيون أغلب سكانها مع وجود مناطق شاسعة كالفيلبين وروسيا والقوقاز ذات غالبية مسيحية، كما يوجد في آسيا الوسطى والشرق الأوسط والشرق الأقصى تجمعات كبيرة للمسيحيين. يعتبر القديس يوحنا الإنجيلي وفقًا للتقاليد المسيحية شفعاء القارة الآسيوية.
تصل نسبة المسيحيين في آسيا حوالي 13.1% من مجمل سكانها، وبذلك تصل أعدادهم، بحسب دراسة نشرتها الموسوعة البريطانية سنة 2013 إلى حوالي 364,780,000 مليون نسمة. ويشكلون بالتالي 13% من مجمل مسيحيي العالم، يُشّكل البروتستانت نصف مسيحيي آسيا بنسبة 49%، بينما الكاثوليك 46.1%، أما الأرثوذكس 4.2% من مجمل المسيحيين في آسيا.
في آسيا خاصًة في الصين، الهند،  كوريا الجنوبية، اليابان  وسنغافورة فإن وضع الكنيسة في نمو، فالحركات التبشيرية تكتسب مزيدًا من المتحولين إلى المسيحية سنويًا، وتعتبر المشاكل القائمة بين الصين والفاتيكان من خلال قطع الصين لعلاقات الكنيسة داخلها مع الفاتيكان وتعيينها للأساقفة وإدارتها للكنائس من أكبر مشاكل الكنيسة في آسيا حاليًا.

## الديموغرافيا والانتشار

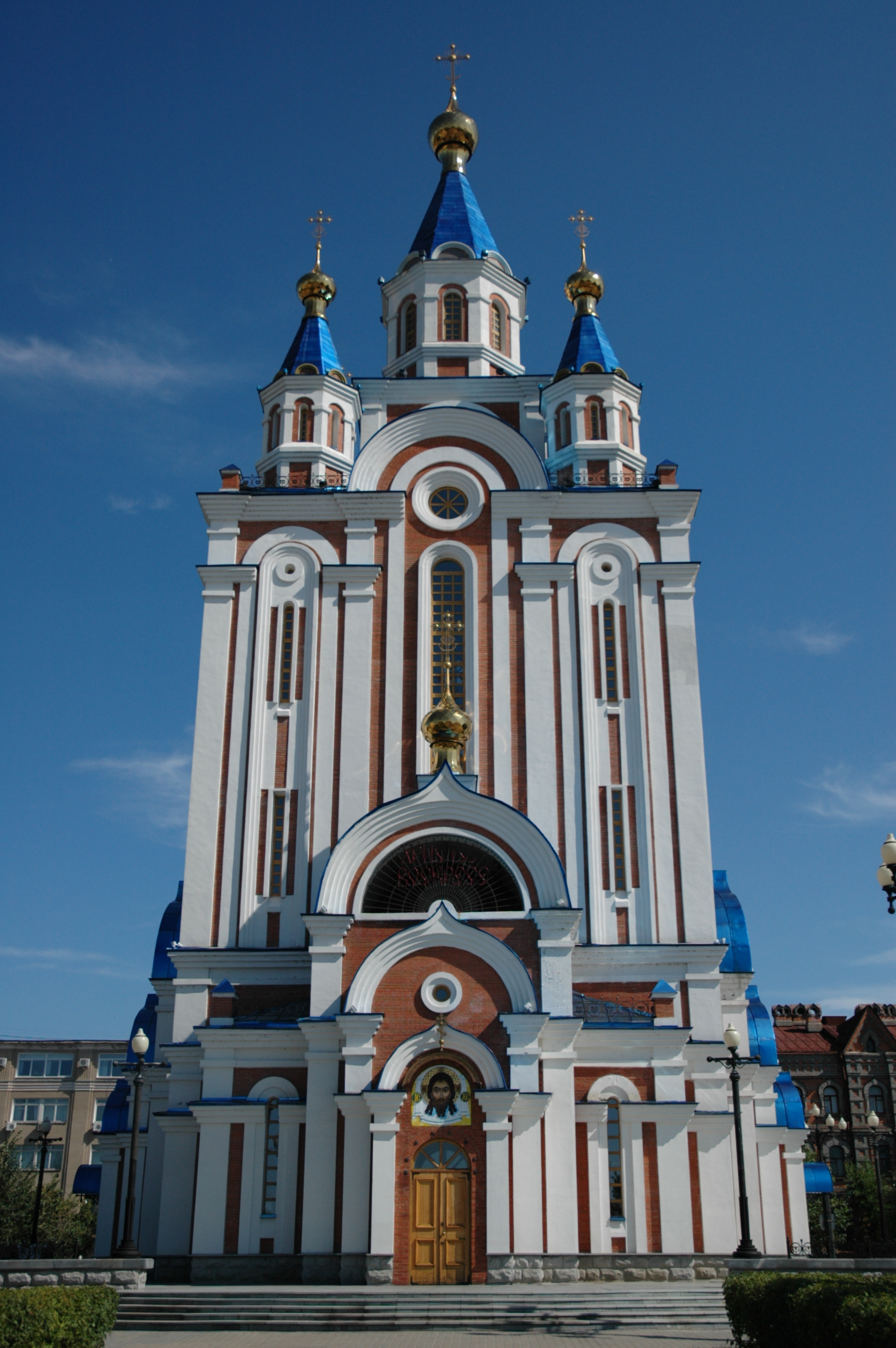
كاتدرائيّة التجليّ في مدينة خاباروفسك في سيبيريا.

المسيحية هي ديانة أقليّة مُنتشرة على نطاق واسع في القارة الآسيويّة وتترواح أعداد المسيحيين في آسيا بين 295 مليون مؤمن وذلك وفقًا لمركز بيو للدراسات في عام 2010، ونحو 364 مليون مؤمن وفقًا للموسوعة البريطانية في عام 2014.
ستة بلدان آسيويّة هي ذات أغلبية مسيحية وهي: قبرص (وهي دولة ذات غالبيّة أرثوذكسيّة)، والفلبين، (وهي ثالث أكبر دولة كاثوليكية في العالم)، وتيمور الشرقية؛ وروسيا الآسيويّة، وأرمينيا (وهي أول دولة تتبنى الديانة المسيحيّة كدين الدولة)، وجورجيا. دول آسيويّة أخرى ذات تحوي نسب سكانيّة مسيحيّة عاليّة هي لبنان (40%)، وكوريا الجنوبية (29.2%)، وكازاخستان (26%)، وسنغافورة (18.3%) وقيرغيزستان (17%). والدول الآسيوية ذات الكثافة السكانيّة المسيحية الكبيرة هي الفلبين (84 مليون)، والصين (68 مليون)، وروسيا الآسيويّة (38 مليون)، والهند (24 مليون)، وإندونيسيا (23 مليون)، وكازاخستان (16.5 مليون)، وكوريا الجنوبية (15 مليون)، وفيتنام (7 ملايين)، وجورجيا (4.6 مليون)، وأرمينيا (3.2 مليون)، وماليزيا (2.6 مليون)، واليابان (2.5 مليون)، وباكستان (2.5 مليون)، وأوزبكستان (2.5 مليون)، وبورما (1.9 مليون)، وسوريا (1.8 مليون)، وسريلانكا (1.5 مليون) وتايوان (مليون نسمة). ولا تزال هناك مجتمعات قديمة وعريقة وكبيرة من مسيحيي الشرق الأوسط يَقطنون في لبنان، والعراق، وإيران، وتركيا، وسوريا، والأردن، وإسرائيل، وفلسطين حيث يبلغ عددهم أكثر من 3 ملايين مسيحي يعيشون في غرب آسيا. هناك أيضا أعداد كبيرة من العمالة الوافدة والتي تَشمل طوائف مسيحية كبيرة تسكن في شبه الجزيرة العربية ويبلغ عددهم أكثر من 3 ملايين نسمة.
يتوقع مركز بيو للأبحاث أن يزداد عدد المسيحيين في آسيا بأكملها من 281 مليون إلى نحو 381 مليون مسيحي بحلول 2050 (بذلك ستزداد نسبة المسيحيين في آسيا زيادة طفيفة من 7.1% في 2010 إلى 7.7% في 2050). وفقاً لدليل أكسفورد للتحويل الديني فإن أعلى معدل تحول ديني للمسيحية موجود في آسيا، وتشهد المنطقة نمواً طبيعياً من خلال ولادة 6.8 مليون طفل مسيحي (بالمقارنة مع 6 ملايين في أوروبا)، وهي إلى جانب أفريقيا أكثر المناطق التي تنمو فيها أعداد المسيحيين. ويلعب التحول الديني إيجابياً بحسب المصدر في النمو السنوي للمسيحيين في أسيا. وبحسب واشنطن بوست نمت المسيحية بمعدل ضعف معدل السكان في آسيا، ومن المتوقع أن ينمو عدد سكان المسيحيين في آسيا من 350 مليون نسمة ليصل إلى 460 مليون بحلول عام 2025. وتنمو المسيحية في عدد من الدول ذات الثقافة البوذية في الشرق الأقصى بسبب التحول لها، خاصًة في الصين التي ازداد اعداد معتنقي المسيحية، وبحسب تقرير لمجلة ذي إيكونوميست تنتشر الإنجيلية وتنمو بين الصينيين في جنوب شرق آسيا. أظهرت دراسة أن أكثر من 50% من رواد الكنائس الإنجيلية في جنوب شرق آسيا، يحملون شهادة جامعية، وهم صينيون، ومن عائلات ذات خلفيات دينية غير مسيحية في السابق. ووفقاً لمركز دراسة المسيحية العالمية في معهد غوردون كونويل في ماساتشوستس، «آسيا هي سوق نمو للمسيحية»، حيث يقدر أن تنمو المسيحية 10 مرات أسرع من نموها في أوروبا. وبحسب تقرير لجامعة سنغافورة للإدارة «يتحول المزيد والمزيد من الناس في جنوب شرق آسيا إلى المسيحية. ولكن هؤلاء المتحولين الجدد - ومعظمهم من الصينيين العرقيين - ينجذبون بشكل خاص إلى المسيحية الكاريزمية». ويشير التقرير إلى دراسة الباحثة جولييت كونينغ وهايدي داهلس من الجامعة الحرة بأمستردام حيث وفقاً لهم «هناك توسعاً سريعاً للمسيحية الكاريزمية منذ الثمانينات فصاعداً. ويقال إن سنغافورة والصين وهونغ كونغ وتايوان وإندونيسيا وماليزيا لديها أسرع المجتمعات المسيحية نمواً، وأن غالبية المؤمنين الجدد هم صاعدون متحركون، وحضريون، وشباب من الطبقة المتوسطة». وبحسب التقرير تمتلك آسيا ثاني أكبر عدد مسيحيين من الخمسينيين من أي قارة، حيث ارتفع عدد الخمسينيين من 10 ملايين في عام 1970 إلى 135 مليونًا في عام 2000. وبحسب تيرينس تشونج من معهد دراسات جنوب شرق آسيا «تنمو حركة الخمسينية المستقلة بسرعة في جنوب شرق آسيا في العقود الأخيرة، مستفيدة من التوسع الأوسع في المسيحية الكاريزمية منذ الثمانينيات فصاعداً في سنغافورة وإندونيسيا وماليزيا، وكذلك في تايوان وكوريا الجنوبية». ووفقاً لدليل أكسفورد للتحويل الديني تكسب المسيحية في آسيا سنوياً حوالي 10.7 مليون شخص بسبب عوامل مثل الولادة والتحول الديني والهجرة، في حين تفقد سنوياً 4.3 مليون شخص بسبب عوامل مثل الوفاة والارتداد الديني والهجرة. ويولد حوالي 6.8 مليون طفل مسيحي في آسيا بالمقارنة مع وفاة 4.3 مليون مسيحي، ويعتنق المسيحية سنوياً حوالي 3.9 مليون شخص في آسيا في حين يرتد حوالي 1.3 مليون شخص عن المسيحية سنوياً. ويهاجر 614 ألف مسيحي سنوياً من القارة الآسيوية، بالمقابل يهاجر 39 ألف مسيحي إلى القارة.

## انتشار المسيحية الأول في آسيا

### غرب آسيا

#### بلاد الشام

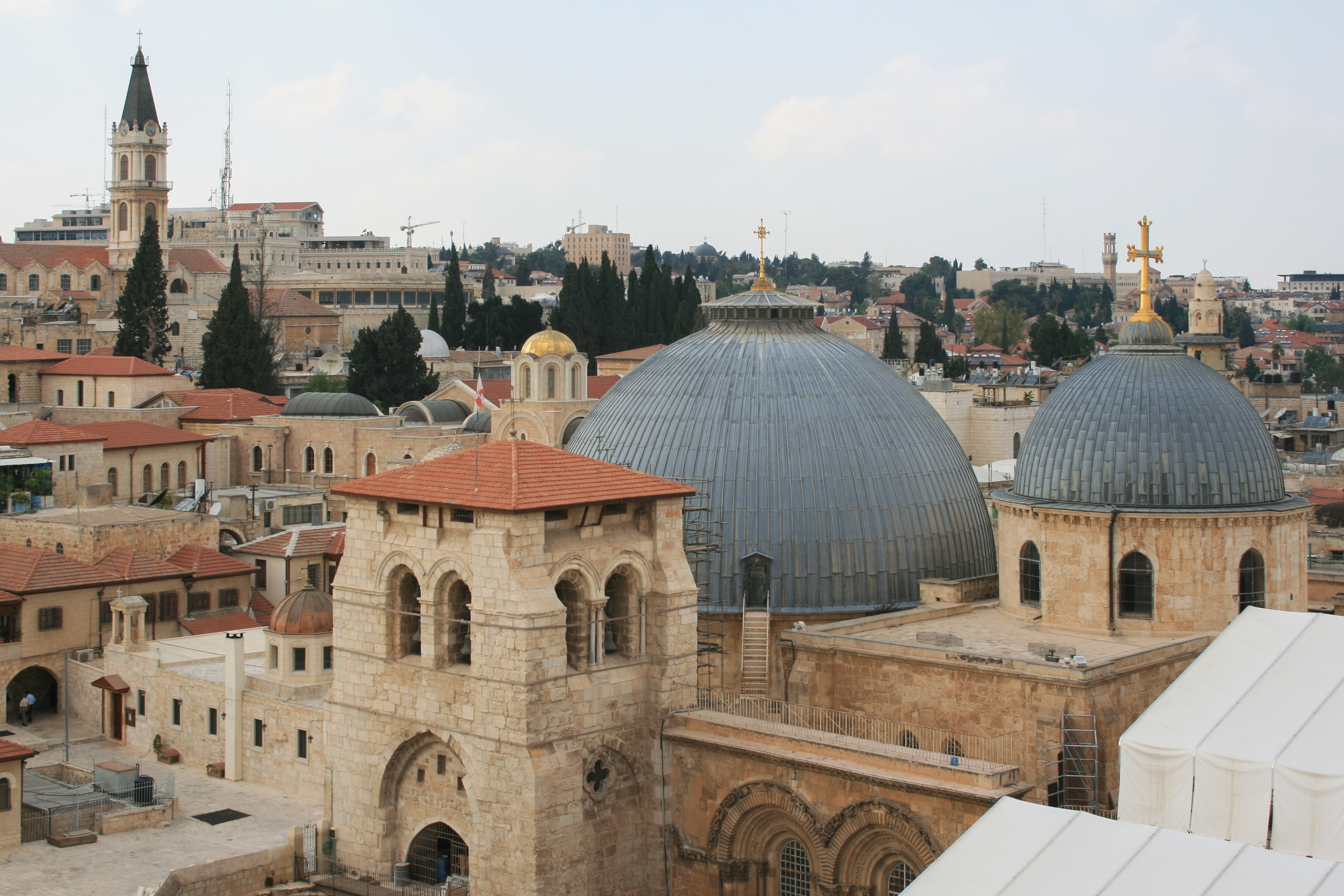
حارة النصارى في القدس تتوسطه كنيسة القيامة، ومن القدس انطلقت الديانة المسيحية.

بدأت المسيحية في الانتشار في بلاد الشام في شرق البحر الأبيض المتوسط منذ القرن الأول الميلادي. كانت واحدة من المراكز الرئيسية للمسيحية هي مدينة أنطاكية، عاصمة الامبراطورية السلوقية الهيلينية، وتقع في اليوم في ما هو تركيا الحديثة. دخلت المسيحية مدينة أنطاكية وربما عن طريق القديس بطرس، وفقًا للتقليد الذي تقوم عليه البطريركية الأنطاكية والتي لا تزال تطالب بالأولوية، وبالتأكيد من قبل برنابا أيضًا. وفيها دعي أتباع المسيحية باسم المسيحيين. وتضاعف أعداد المسيحيين بسرعة، فخلال حكم الامبراطور ثيودوسيوس (347-395) وبحسب حساب من قبل يوحنا الذهبي الفم (347-407) رئيس اساقفة القسطنطينية، وصل عدد أتباع المسيحية حوالي 100,000 شخص. بين الأعوام 252 و300، عقدت 10 مجامع كنيسة في أنطاكية وأصبحت إحدى مراكز البطريركيات الخمس الكبرى، جنبًا إلى جنب القدس والإسكندرية والقسطنطينية وروما.
بحسب الإيمان المسيحي وُلِدَ وعاش يسوع المسيح ورسله في فلسطين وحدثت معظم الأحداث المذكورة في العهد الجديد والعديد من الأحداث المذكورة في العهد القديم. وحسب التراث المسيحي انطلقت البشارة المسيحية من منطقة الجليل ويهوذا، أي من شمالي فلسطين وأوساطها، ومن ثم من أنطاكية وانتشرت في أنحاء العالم.
امتدت المسيحية إلى أطراف الشام الجنوبية ومختلف المناطق التي ترتفع فيها كثافة السكان العرب. وقد تكونت بهذه المناطق أسقفيات عديدة منذ منتصف القرن الرابع. وكانت قبائل قضاعة أول القبائل التي هاجرت من الجزيرة العربية إلى بلاد الشام وتنصرت هناك.
ثم لحق بقضاعة قبائل أخرى، أشهرها غسان، التي نزحت من اليمن بعد انهيار سد مأرب في القرن الثالث واستوطنت البلقاء والبادية السورية، حوران ودرعا والجولان. وكان يرأسها يومئذ جفنة بن عمرو بن عامر، الذي تنصر هو وسائر من معه وأقاموا هناك مملكة تابعة للروم. وكان آل جفنة أعرق العرب حضارة، إذ أنشأوا ثقافة عربية امتزجت بالعناصر السريانية واليونانية. علاوة على ذلك أتمّوا تنصير القبائل العربية الأخرى، كبني قضاعة، وربيعة وإياد وبني كلب وغيرهم.
وقد ظلّ للمسيحيين حضور فاعل طوال العصر الأموي والعباسي، لكنه أخذ بالتقهقر بنتيجة الاضطهادات الدينية التي تزامنت مع انهيار الدولة العباسية وأدت إلى حصر المسيحيين في بعض المناطق النائية كطور عابدين أو معلولا أو جبل لبنان، على أن الوجود المسيحي لم يندثر يومًا من المدن الكبرى كحلب أو دمشق أو بيروت.

#### القوقاز

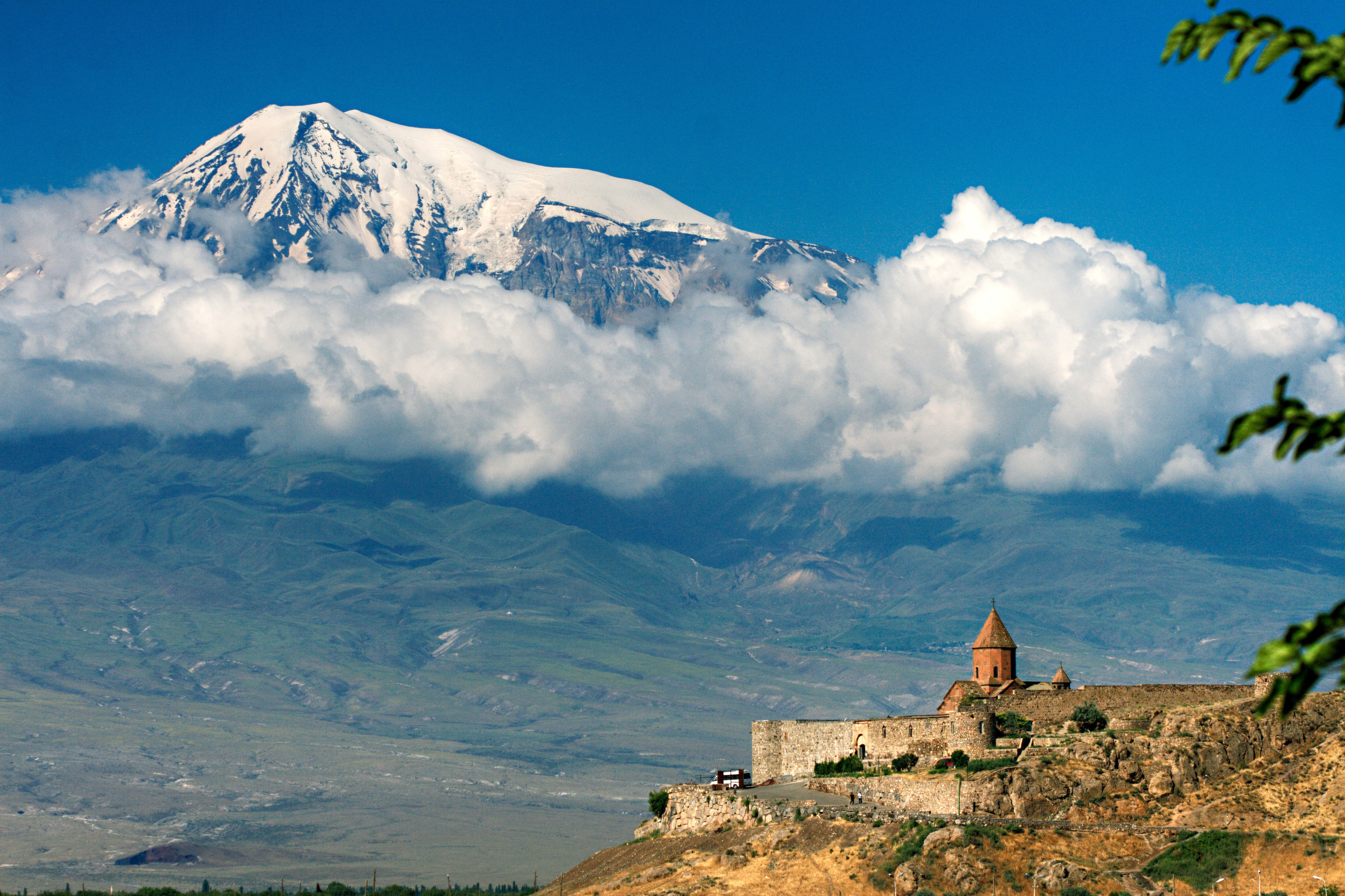
دير خور فيراب الذي يعود للقرن السابع الميلادي ويقع قرب جبل أرارات الذي يعتقد برسو سفينة نوح عليه.

كانت أرمينيا وجورجيا من أوائل الدول التي اعتمدت المسيحية كدين للدولة، في عام 301 و327 على التوالي.
دخلت المسيحية في أرمينيا من قبل اثنين من تلاميذ المسيح وهما تداوس وبرثلماوس بين الأعوام 40-60 واستشهد القديس برثلماوس في أرمينيا عام 80 بانتزاع جلده. وبسبب كون اثنان من الرسل هم من المؤسسين، فالاسم الرسمي للكنيسة الأرمنية هي الكنيسة الأرمنية الرسولية، وهي الكنيسة الوطنية الأقدم في العالم. وتأسست كنيسة ألبانيا القوقازية في عام 313، بعدما أصبحت ألبانيا القوقازية (الموجود في ما هو الآن في أذربيجان) دولة مسيحية.
تعد أرمينيا أول بلد اعتمد المسيحية كدين للدولة، وهو حدث يؤرخ تقليدياً في عام 301 م. تأسست الكنيسة الأرمنية الأرثوذكسية وفق التقاليد الكنسية في القرن الأول على يد القديس تداوس والقديس برثلماوس وكلاهما من التلاميذ الاثني عشر، ولذلك تصف هذه الكنيسة نفسها «بالرسولية». من ناحية الطقوس، للكنيسة طقوسها الخاصة المنبثقة من الحضارة والمجتمع الأرمني، غير أنها تندرج في عائلة الطقوس والليتورجيات الشرقية أي تلك التي نشأت في القدس ومن ثمّ ازدهرت في الرها.

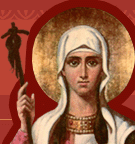
القديسة نينو الكبادوكيَّة

دخلت المسيحية جورجيا في القرن الأول. وتلقب الكنيسة الجورجية بالرسولية للاعتقاد السائد بأن وصول المسيحية لجورجيا يرجع للقرن الأول على يد اثنين من رسل المسيح الاثنا عشر هما أندراوس ومتياس وسمعان القانوي. بينما يعتبر البعض القديسة نينو الكبادوكيَّة مساوية لرسل المسيح في المرتبة وبأنها هي المؤسس الحقيقي لكنيسة جورجيا لذلك دعيت أيضا بالكنيسة الرسولية.
وصل الإنجيل إلى جورجيا من قبل تلاميذ يسوع مثل القديس أندراوس سمعان القانوي، ومتياس. اعتنقت ايبيريا المسيحية رسمياً في 326  عن طريق القديسة نينو من كبادوكيا، والتي تعد منيرة جورجيا وتكافئ الحواريين من قبل الكنيسة الأرثوذكسية الشرقية. كانت الكنيسة الجورجية الرسولية الأرثوذكسية بداية تابعة لكرسي أنطاكيا، لكنها اكتسبت وضعاً ذاتي الاستقلال في القرن الرابع في عهد الملك فاختانغ غورغاسالي. أعلنت المسيحية دين الدولة من قبل الملك ميريان الثالث عام 327 م، مما أعطى حافزا كبيرا لتطور الأدب والفنون إضافة إلى توحيد البلاد، دعمت الكنيسة الاسرة المالكة حيث بلغت المملكة الجورجية ذروتها في القرن الثاني عشر إلى بداية القرن الثالث عشر. اعتبرت هذه الفترة على نطاق واسع على أنها العصر الذهبي لجورجيا أو عصر النهضة الجورجي خلال عهد ديفيد المنشئ والملكة القديسة تامار. تميزت هذه النهضة الجورجية المبكرة، التي سبقت نظيرتها في أوروبا، بازدهار التقليد الفروسي الرومانسي، تقدم فلسفي، ومجموعة من الابتكارات السياسية في المجتمع وتنظيم الدولة، بما في ذلك التسامح الديني والعرقي.

### الإمبراطورية البارثية

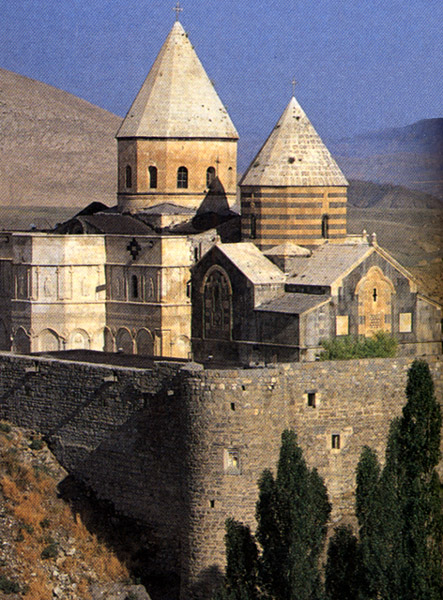
دير كارا كليسا في إيران، وهي من مواقع التراث العالمي فيها قبر القديس تداوس.

انتشرت المسيحية تحت حكم الإمبراطورية البارثية، والتي عرفت درجة عالية من التسامح الديني. وفقًا للتقليد المسيحي فالمسيحية وصلت إلى آسيا الوسطى، بدءًا من بلاد ما بين النهرين والهضبة الإيرانية، وذلك على يد القديس توما والقديس متى، في القرن الأول الميلادي. وينسب أيضًا إلى القديس توما إنشاء الجماعات المسيحية في الهند. نظم مسيحيي بلاد ما بين النهرين وإيران تحت عدة أساقفيات، وكانوا موجودين في مجمع نيقية عام 325.
انتشرت الكنائس المسيحية في جميع أنحاء بلاد النهرين، وأصبحت مدينة المدائن مقر الكنيسة النسطورية العراقية الرسمية ومقر المرجع الأعلى (الجاثليق)، وأُطلِق عليها كنيسة بابل، لكن بعض المؤرخين المستشرقين يفضلون أن يطلقوا عليها «كنيسة فارس».

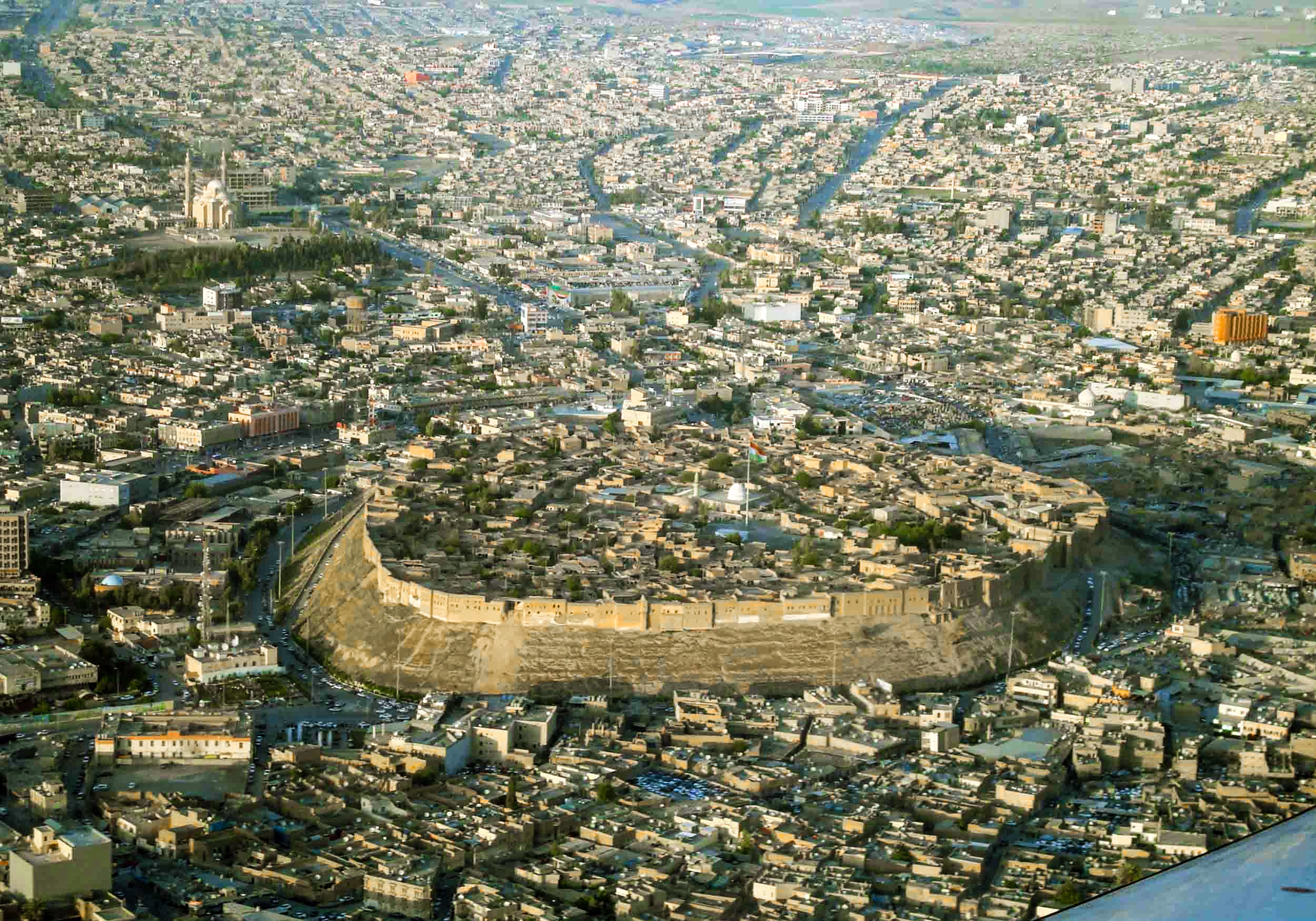
لعبت مدينة أربيل عاصمة حدياب دورًا محوريًا في نشوء كنيسة المشرق.

وقد عانى المسيحيون العراقيون من اضطهاد الدولة الساسانية بسبب إصرارهم على نشر المسيحية في بلاد فارس بحيث تمكنوا من نشرها حتى في داخل البلاط وعائلة الشاه. بل إن اللغة السريانية العراقية أصبحت اللغة الثقافية الأولى في الإمبراطورية، وانحصرت اللغة البهلوية في الجانب الإداري. لهذا بدأ كسرى الأول منذ عام 98 حملة اضطهاد واسعة تواصلت خلال قرنين لاحقين، حيث قام الملوك الفرس من أبناء كسرى وأحفاده وقوَّادهم بمواصلة حملات التنكيل والاضطهاد والقتل خلال قرون. وتعد الفترة الواقعة بين عامي 339 ـ 379 من أكثر عهود الاضطهاد لمسيحيي العراق، وقد سميت بفترة الاضطهاد الأربعيني؛ حيث دامت أربعين عامًا إبان عهد الملك سابور الثاني.
رغم الاضطهاد، ظهر الأدب اللاهوتي والفلسفي بين مسيحيي العراق، وقد بدأه طاطيان المولود في بلاد آشور في أوائل القرن الثاني للميلاد بعمله الدياطسرون، وهو ترجمة لمضمون الأناجيل الأربعة بالسريانية وما أضافه عليها ثم تلاه مليطون السرديني وبرديصان ومدرسته بنهاية القرن الثاني وبداية القرن الثالث، وقد برز من أشهر المؤرخين وكُتَّاب السريان في القرنين الثالث والرابع مار أفرام السرياني، الذي خلَّف مجموعة ضخمة من الأعمال الأدبية والدينية والفلسفية والتاريخية من شعر ونثر، وقد أرَّخ أحداث حصار نصيبين من قبل الفرس شعرًا بين عامي 350 - 370، كما أقام أكاديمية في نصيبين ثم هجرها إلى الرها بعد أن استولى عليها الفرس وأسس هناك أكاديمية أخرى، ويبلغ ما تركه مار أفرام ثلاثة ملايين سطر في مختلف نواحي الحياة.
وأثناء الانشقاقات المذهبية ترك السريان أدبًا في جميع المجالات وبالأخص خلال المجادلات الدينية التي جرت بين النساطرة واليعاقبة، وقد كان للمدارس التي أنشؤوها في كل من نصيبين والرها وجنديسابور وقنسرين، دور كبير في نبوغ الأدباء والعلماء الكبار مثل يعقوب النصيبيني وبار صوما ونرسي ويعقوب البرادعي، ومن العلماء سرجيس الرأس عيني وغيره، ومن كُتَّاب التاريخ يشوع العموني والمؤلف المجهول لكتاب تاريخ الرها ويوحنا الأفسسي وزكريا المدلل.

### بلاد ما بين النهرين
بحسب العقيدة الأدية التي يأتي يوسيبيوس على ذكرها يراسل يسوع ملك الرها أبجر الأسود على أمل القدوم وعلاجه من البرص، غير أن يسوع يرسل بدلا عنه أدي أحد رسله الإثنين والسبعون الذي ينشر المسيحية بمملكته. انتشرت هذه القصة بعدة لغات ما عمل على منح مدينة الرها لقب المدينة المقدسة كما عرفت مملكة الرها كأول مملكة مسيحية لهذا السبب كذلك.
وبالرغم من عدم وجود أساس تاريخي لهذه الرواية غير أنه من المؤكد أن المسيحية انتشرت بسرعة ضمن حدود مملكة الرها فيذكر وجود كنيسة مسيحية هدمت خلال فيضان سنة 201 م. كما يذكر نقش أبريسيوس لقاء الراهب الفريجي المتوفي سنة 167 م. بمسيحيين أينما حل بين الرها ونصيبين.
وارتبطت المسيحية بالرها منذ نشأتها بعدة خلافات كنسية، فخلال القرن الثاني الميلادي لقيت الأفكار الغنوصية قبولا واسعا في الرها ومحيطها السوري-النهريني بشكل عام، ولعل برديصان أبرز ممثل لهذه الأفكار في مدينة الرها. أدى اتخاذ المسيحيين المتحدثين بالآرامية لهجة الرها السريانية لغة أدبية لهم منذ القرن الثاني الميلادي إلى تطورها لتصبح اللغة الطقسية للمسيحية السريانية منتجة بذلك إرث أدبي مسيحي هام.

### آسيا الصغرى

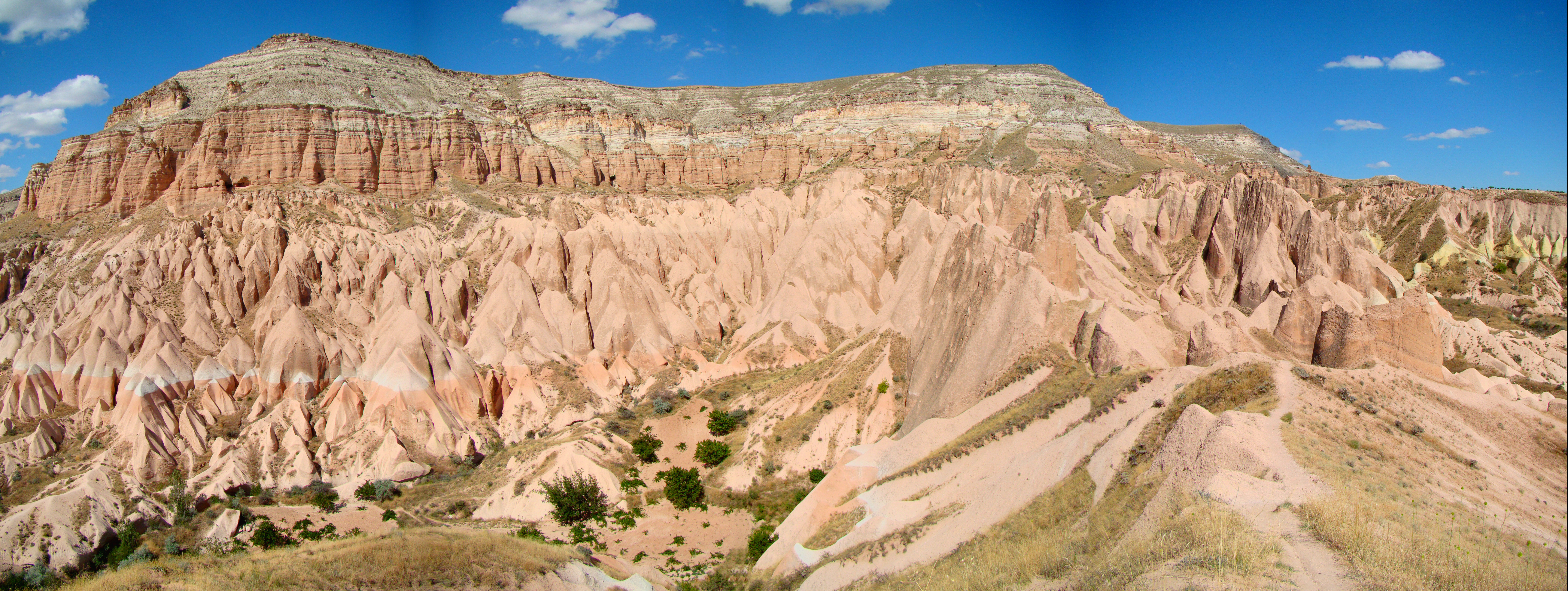
جبل أكتيبي غوريم في كبادوكيا تضم المنطقة على العديد من المواقع المسيحية المقدسة ذات الأهمية التاريخية والتراثية في التقاليد المسيحية.

بشر كل من القديس بطرس وبولس في تركيا وأسسوا الكنائس الأولى والجماعات المسيحية الأولى في العالم. مكث بولس لفترة من الزمن في مدينته طرسوس ومن ثم انضم إلى برنابا وذهبا معاً إلى أنطاكية حيث وعظا فيها سنة كاملة، ومن هناك انحدروا إلى منطقة اليهودية حاملين معهم مساعدات من كنيسة أنطاكية. وبعد أن أكملا مهمتهما غادرا أورشليم يرافقهما مرقس. من أنطاكية بدأ بولس رحلته التبشيرية الأولى  رافقه فيها برنابا وفي قسم منها ابن أخت هذا الأخير مرقس. فعبروا البحر إلى قبرص وبعد ذلك إلى جنوب تركيا (بيرجة، بيسيدية، أيقونية، لسترة، دربة). كان بولس ورفاقه يتبعون أسلوباً معيناً في الدعوة، فقد كانوا يتنقلون من مدينة إلى أخرى ينادون بالخلاص بيسوع المسيح في مجامع اليهود وفي الأسواق والساحات العامة حيث أوجدوا جماعات مسيحية جديدة وأقاموا لها رعاة وقساوسة. انقسم اليهود من سامعيهم بين مؤيد ومعارض، وأما بولس فقد حول وجهه صوب الوثنيين ليتلمذهم هم أيضاً على ما يؤمن به.

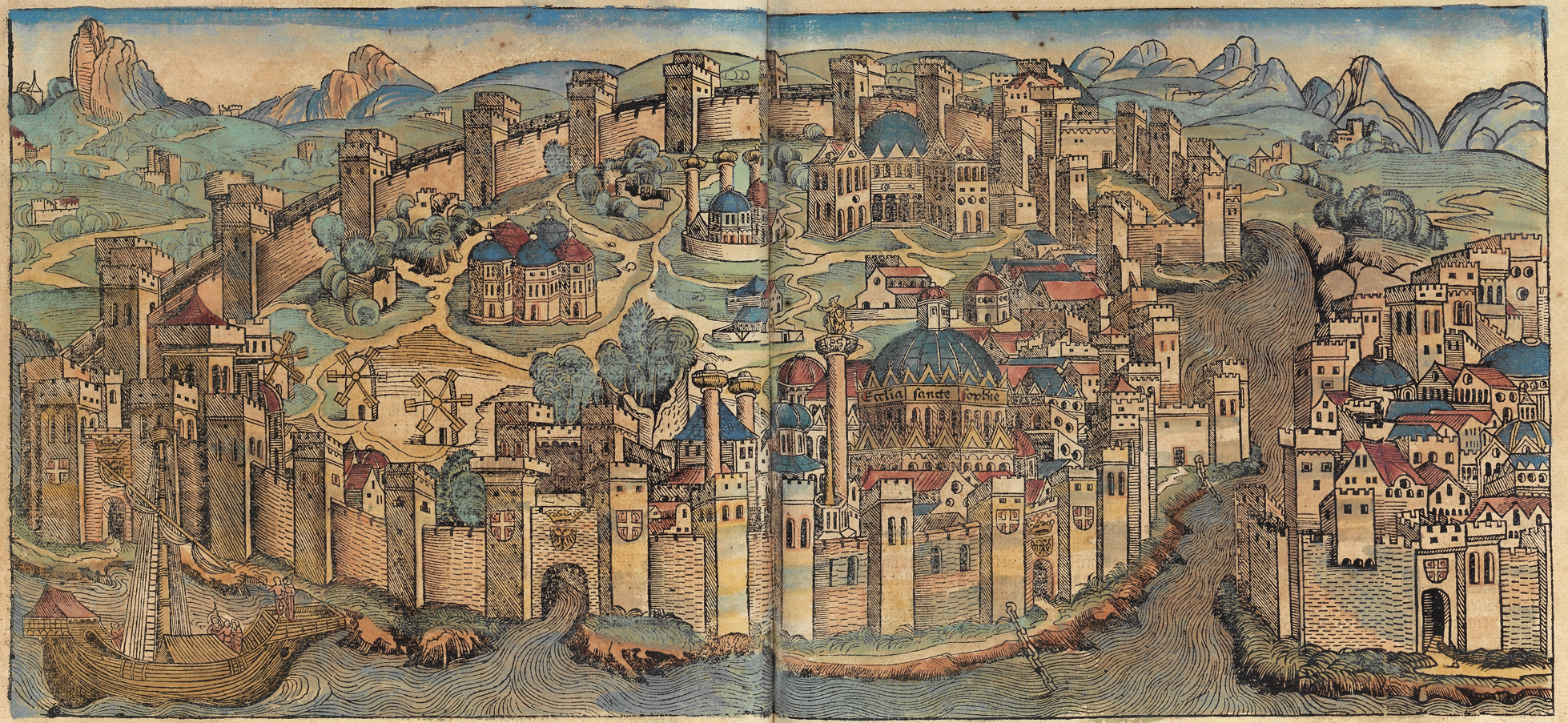
صورة تصور مدينة القسطنطينية، إسطنبول، كانت إحدى أهم مراكز العالم المسيحي سابقًا.

في عهود المسيحية المبكرة حوت كبادوكيا على العديد من المدن تحت الأرض، استخدمت أغلبها كأماكن للاختباء قبل تحوّل المسيحية إلى ديانة مقبولة. وتمتلك هذه المدن التي تقع تحت الأرض على شبكات دفاعية وأشراك في العديد من طبقاتها السفلية. وبعض من هذه الأشراك معقدة وإبداعية للغاية، ومن هذه الأشراك عدد مكونة من صخور دائرية كبيرة لإغلاق الأبواب والمعابر وأشراك مؤلفة من ثقوب في الأسقف يتمكن المدافع من إسقاطها على المهاجم من الأسفل. وكانت هذه الأنظمة الدفاعية تستخدم بشكل أساسي ضد الرومان. وكانت منظومة الأنفاق هذه قد بنيت بممرات ضيقة، لمواجهة الأسلوب القتالي الروماني الذي اعتمد على القتال الجماعي، لإجبارهم على المرور فرادىً لتسهيل عملية اصطيادهم. وكان الآباء الكبادوكيون في القرن الرابع من الركائز الأساسية للفلسفة المسيحية آنذاك. كما برز من بين أبنائها رجال احتلوا بطريركية القسطنطينية ومنهم يوحنا الكابودوكي en الذي احتل هذا المنصب بين 517-520. ولأغلب الفترة البيزنطية بقيت في أمان نسبي عن منطقة المواجهات الدائرة بينهاوبين الإمبراطورية الساسانية، لكنها كانت منطقة حدودية مهمة لاحقاً خلال فترة الفتوحات الإسلامية. ومع القرن السابع الميلادي، قسمت كبادوكيا بين ثيمتا أناتوليك وأرمينياك. وخلال القرنين التاسع والحادي عشر الميلادي، شكلت المنطقة ثيمتا خرسيانون وكبادوكيا.
في عام 324 اختار الإمبراطور الروماني قسطنطين بيزنطة لتكون العاصمة الجديدة للإمبراطورية الرومانية وأطلق عليها اسم روما الجديدة (التي أصبح اسمها القسطنطينية لاحقًا وبعد ذلك إسطنبول). وأصبحت القسطنطينية مركز المسيحية الشرقية ومركز حضاري عالمي.

### شبه الجزيرة العربية

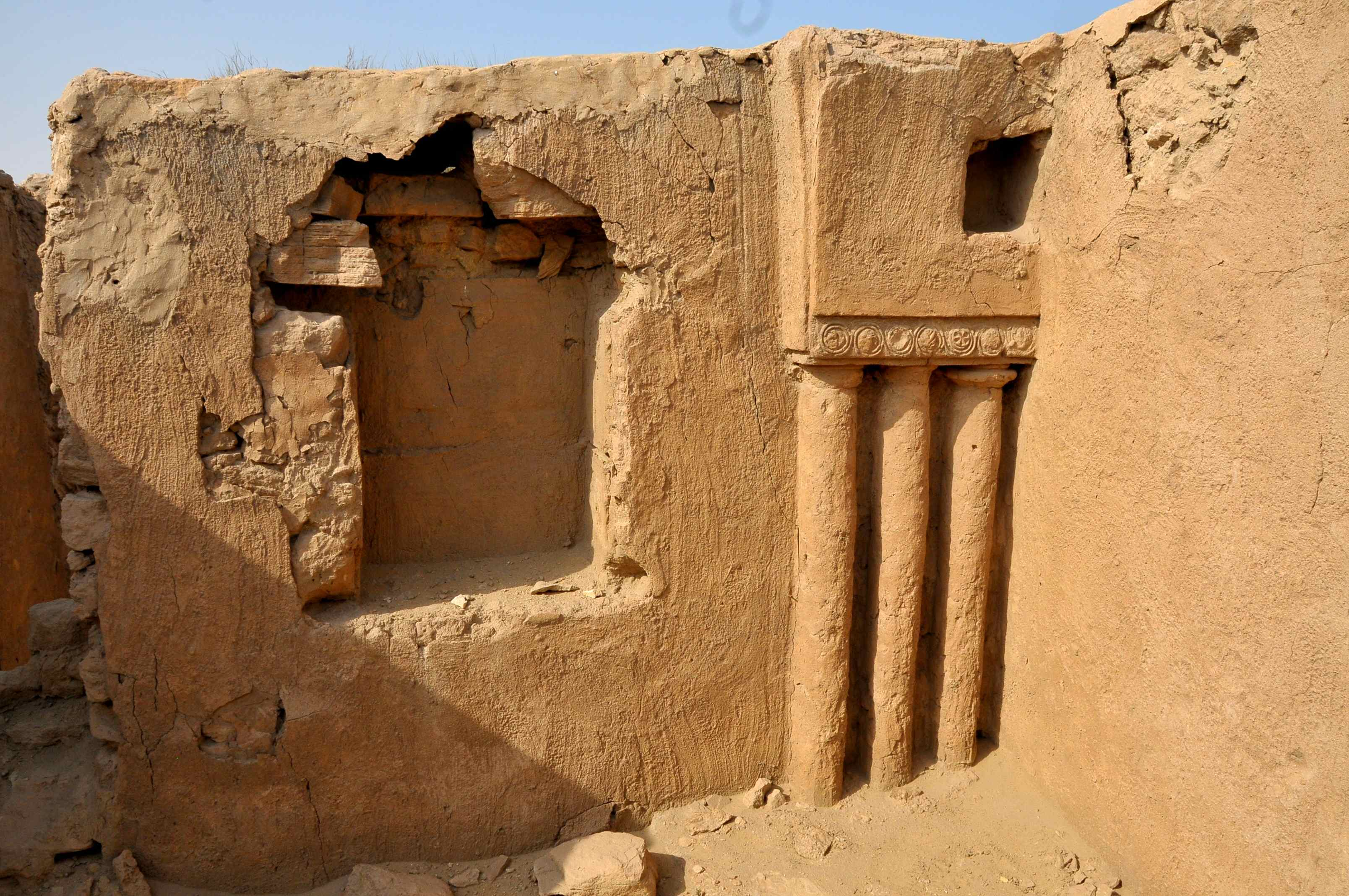
أطلال كنيسة نسطورية في الجبيل.

وصلت المسيحية مدينة البصرة الواقعة على شواطئ الخليج العربي في القرن الرابع. وفقًا لرويات سعرد كان المطران داود من البصرة حاضر في مجلس سلوقية في عام حول 325.
تبين مصادر التاريخ الكنسي دخول المسيحية إلى شبه الجزيرة العربية من أحد السبعين رسول. وقد ذكر مؤرخون من أمثال روفينوس وهيرويزوس أن متى هو مبشر اليمن والحبشة، وبينتانوس الفيلسوف ترك الإسكندرية في القرن الثاني وتوجه نحو اليمن مبشرًا كما قال أوسابيوس، وربما ظلّت المسيحية خلال المرحلة الأولى في المناطق الساحلية متأثرة بمواكب التجارة البيزنطية، وقد أنقسم مسيحيون شبه الجزيرة العربية قبل الإسلام بين النسطورية واليعقوبية.
كان لليمن حصة هامة في المسيحية العربية، وقد ذكر مؤرخون من أمثال روفينوس وهيرويزوس أن متى هو مبشر اليمن والحبشة، وبينتانوس الفيلسوف ترك الإسكندرية في القرن الثاني وتوجه نحو اليمن مبشرًا كما قال أوسابيوس، وربما ظلّت المسيحية خلال المرحلة الأولى في المناطق الساحلية متأثرة بمواكب التجارة البيزنطية، ومما يؤخذ من أمهات كتب العرب كتاريخ المسعودي وسيرة الرسول لابن هشام أنّ المسيحية تقوّت خلال القرن الثاني ودخلت في خصومة مع اليهودية منذ القرن الثالث، خصوصًا بعد ارتداد الملك عبد كلال بن مثوب إلى المسيحية من اليهودية حوالي عام 273، ثم ارتد خليفته من بعده إلى اليهودية مجددًا ويبدو أنه عادوا إلى المسيحية قبل 458 حيث اكتشفت نصوص حميرية عن كنيسة شيدها الملك في ذلك العام، ولعله الملك مرثد بن عبد الكلال، غير أنه وبعد هذا كما قال الثعالبي والفيروزآبادي وغيرهما أن «أغلب ملوك اليمن وشعبه كانوا من المسيحيين». كما كان للمسيحية في عُمان عدة قبائل وأساقفة ذكرهم ياقوت، وكذلك هو الحال في الساحل الشرقي أي قطر والبحرين والإمارات حاليًا، فإلى جانب الوثنية التي لم تختف من تلك النواحي فإن بني تميم إحدى أكبر قبائل العرب كانوا من المسيحيين يرأسهم المنذر بن سادي ومن مشاهير تلك الحقبة بشر بن عمرو وطرفة بن العبد. ويذكر أيضًا تنصّر قسم كبير من قبيلة إمرئ القيس وهم غالبية سكان الساحل الشرقي؛ وإلى جانب الجزيرة العربية وبادية الشام فإن العراق سيّما جنوبه كان دومًا موطنًا للقبائل العربية، جلّ هذه القبائل كانت قد اعتنقت المسيحية ولعل أبرزها وأكثرها شهرة المناذرة، وأول ملوكها جذيمة الأبرش الذي اتخذ من الأنبار عاصمة له، وقد تعاقب سلسلة من الملوك المسيحيين حتى الفتح الإسلامي في القرن السابع، وإلى جانب المناذرة كان بنو إياد من عرب العراق مسيحيين وقد أثبت ذلك البكري في كتابه «معجم ما استعجم» وكذلك حال بني لخم. وذكر ابن خلكان أن جميع قبائل العراق اليمانية الأصل قد تنصرّت بما فيه تيم اللات وكلب والأشعريون وتنوخ ومنها انتقلوا نحو البحرين وذلك خلال القرن الرابع. ولم يكن انتشار المسيحية أقل في الجزيرة الفراتية حيث قطن بنو بكر وبنو مضر وكلاهما من القبائل التي اشتهرت بالمسيحية وتكريم القديس سرجيس على وجه الخصوص. وقد أثبت مسيحية بني مضر وبني ربيعة وكذلك بني إياد وتغلب.
اليوم يعيش حوالي 3 ملايين مسيحي في دول الخليج العربي تخدمهم ثلاثون كنيسة، ويتوزعون على الكنائس الكاثوليكية والأرثوذكسية والبروتستانتية، وهم متنوعون من ناحية إثنية فمنهم آسيويون ومن أوروبا والأمريكيتين ومن بلاد الشام ومصر ومن العرب من السكان المحليين. هناك نسبة المواطنين المسيحيين من أبناء الخليج، وتعد بالمئات وأكثرهم في الكويت وسلطنة عمان والبحرين، نظرًا إلى أقدمية تواجدهم في هذه العواصم، والكويت تتميز في هذا الجانب، وفيها أول مواطن كويتي قس هو عموانيل غريب، راعي الكنيسة الإنجيلية الوطنية في الكويت.

## المسيحية في شبه الجزيرة الهندية

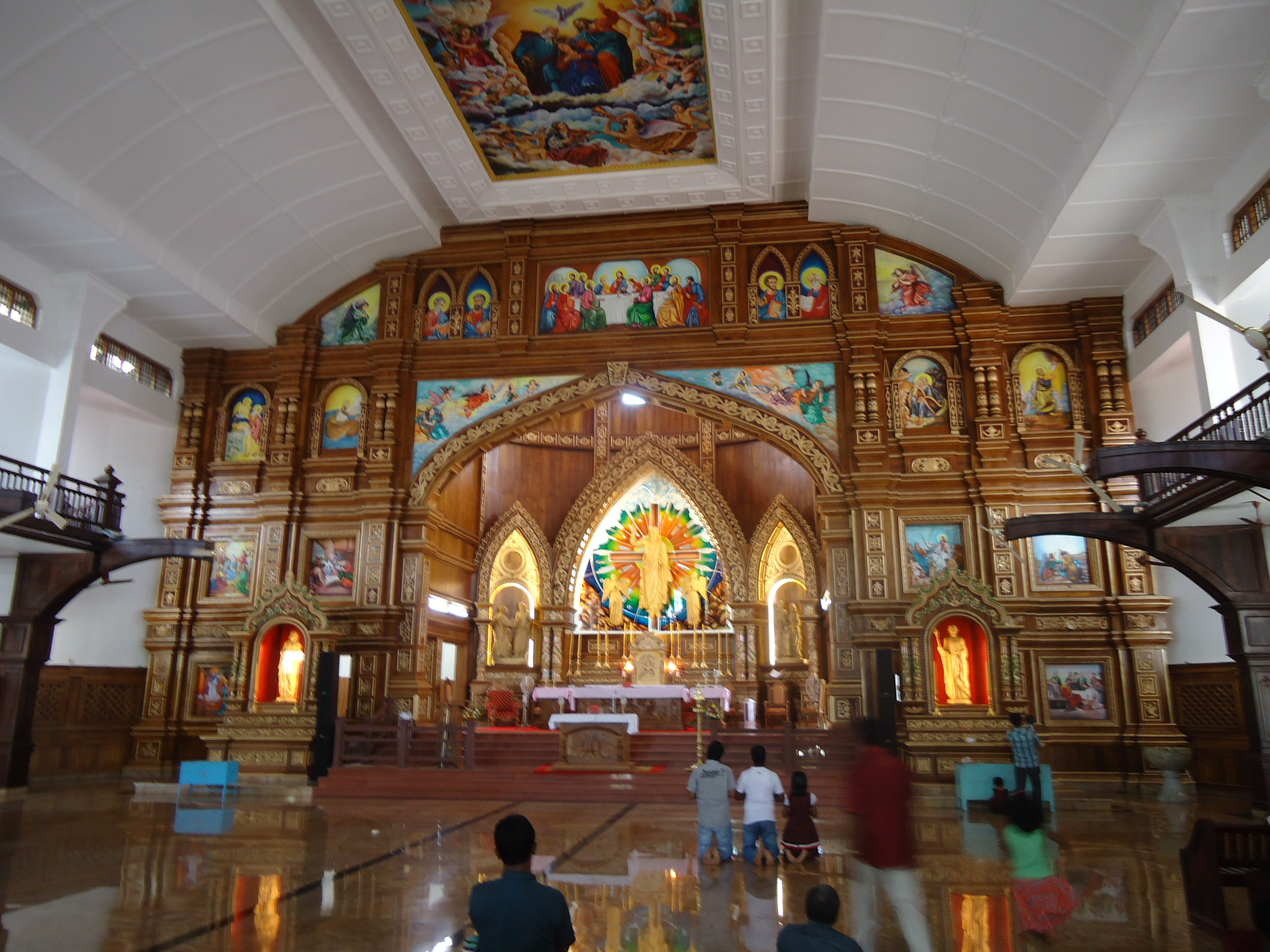
مذبح كنيسة القديس توما للسريان الملبار الكاثوليك بمالاياتور بكيرالا.

بحسب التقليد السرياني في الهند فإن المسيحية وصلت هناك عن طريق نشاط توما، أحد تلامذة المسيح الإثنا عشر، حيث قام بناء سبع كنائس خلال فترة تواجده هناك. غير أن أقدم ذكر لهذا التقليد يعود إلى القرن السادس عشر. وبحسب كتاب أعمال توما الذي كتب بالرها بأوائل القرن الثالث فقد ذهب توما إلى منطقة نفوذ الملك الفارثي جندفارس الواقعة في باكستان حاليًا. بينما يصف عدة كتاب ومؤرخون مسيحيون توما الرسول برسول الهنود. وهو السبب الذي سمي به مسيحيو جنوب غرب الهند بمسيحيي القديس توما. ذكر عدة رحالة في العصور الوسطى تواجد قبر توما الرسول بالقرب من مدينة قويلون (كولام حاليًا) والذي أضحى مركز حج في المنطقة. ومن الملاحظ أن عدة رحالة ذكروا كذلك وجود أماكن أخرى مرتبطة بتوما الرسول في سومطرة وهو ما يرى على أنه دليل على نشاط لكنيسة المشرق في تلك الأنحاء. ويفسر المؤرخون كون الهند جزءًا من كرسي قطيسفون البطريركي دليلاً قويًا على عدم صحة تقليد تبشير الرسول توما بها.
من الآثار القليلة المتبقية التي تشهد على التواجد التجاري لمسيحيين سريان مشارقة في الهند مجموعة من الصفائح النحاسية المسكوكة من قبل ملك هندي محلي يهب خلالها تاجر مسيحي يدعى سبريشوع قطعة أرض ليبني عليها قرية وكنيسة. وتذكر صفيحة أخرى إرشادات بالسماح للمسيحيين بركوب الفيلة وهو ما كان محصورًا بالطبقة العليا في المجتمع الهندي. بينما تحوي الثالثة على اتفاق بوضع نقابة تجار يهود تحت حماية نقابة للمسيحيين وتحوي تواقيع الشهود باللغات العربية والفهلوية والعبرية. وقد انتمى مسيحيي القديس توما إلى الطبقة العليا في المجتمع الهندي، فاحتفظوا بثقافتهم الهندية بجانب ديانتهم المسيحية المتأثرة بشدة بالتقاليد المسيحية السريانية، فاستمرت المسيحية بها بعد اختفائها في معظم أنحاء آسيا.
بدأ اهتمام الكاثوليك بمسيحيي الهند عندما تضعضعت سلطة كنيسة المشرق عليها في القرن الرابع عشر. فرسم البابا يوحنا الثاني والعشرون أسقفًا كاثوليكيًا على قويلون بالهند سنة 1329، فأعلمه الأسقف بإمكانية إرسال عدة مئات من المرسلين الكاثوليك لكسب المسيحيين الهنود. غير أن العلاقة مع الكاثوليك انقطعت مجددًا حتى عصر الاستكشافات الأوربية.
حاول الكاثوليك اللاتين قطع صلة مسيحيي كيرالا بالكنائس المشرقية في سينودس سنة 1585. وفي سينودس ديامبر سنة 1599 تم إقرار تبعية مسيحيي كيرالا للكنيسة البرتغالية الكاثوليكية بشكل كامل. وتوصف هذه السنة بكونها أحلك فترة في تاريخ المسيحية في الهند، حيث قام البرتغاليين بجمع جميع المخطوطات والكتب الدينية السريانية في كنائس كيرالا وحرقها فضاع بذلك أغلب التراث القروسطي المسيحي في الهند، كما تمت ليتنة الطقس الكنسي بشكل كامل وتغيير التقويم الكنسي.
اليوم يعتبر المسيحيين في الهند أكثر المجتمعات الدينية تقدمًا. وتأثير المسيحيين من سكان المناطق الحضرية يظهر جليًا في الاقتصاد فالقيم المسيحية المتأثرة من التقاليد الأوروربية تعتبر ميزة ايجابية في بيئة الأعمال والتجارة في الهند الحضرية؛ يعطى هذا كتفسير للعدد الكبير من المهنيين المسيحيين في قطاع الشركات في الهند. وتملك الكنائس الهندية العديد من المؤسسات التي تقدم خدمات للمجتمع الهندي وتشمل مدارس، مستشفيات، جامعات، كليّات، دور أيتام ومشرّدين. للمسيحية في الهند إرث عريق ولا يزال في كافة المجالات خاصًة في التعليم والرعاية الصحية. وقعت العديد من حوادث العنف ضد المسيحيين في الهند من قبل منظّمات وأحزاب هندوسية حيث قامت باستهداف السكان المسيحيين بالإضافة للمتحولين إلى المسيحية، وتشمل هذه الأعمال إحراق الكنائس والتحويل الديني القسري والتهديدات بالعنف الجسدي والاعتداءات الجنسية وقتل الكهنة المسيحيين وتدمير المدارس والكليات والمقابر المسيحية.

## انتشار المسيحية في آسيا الوسطى

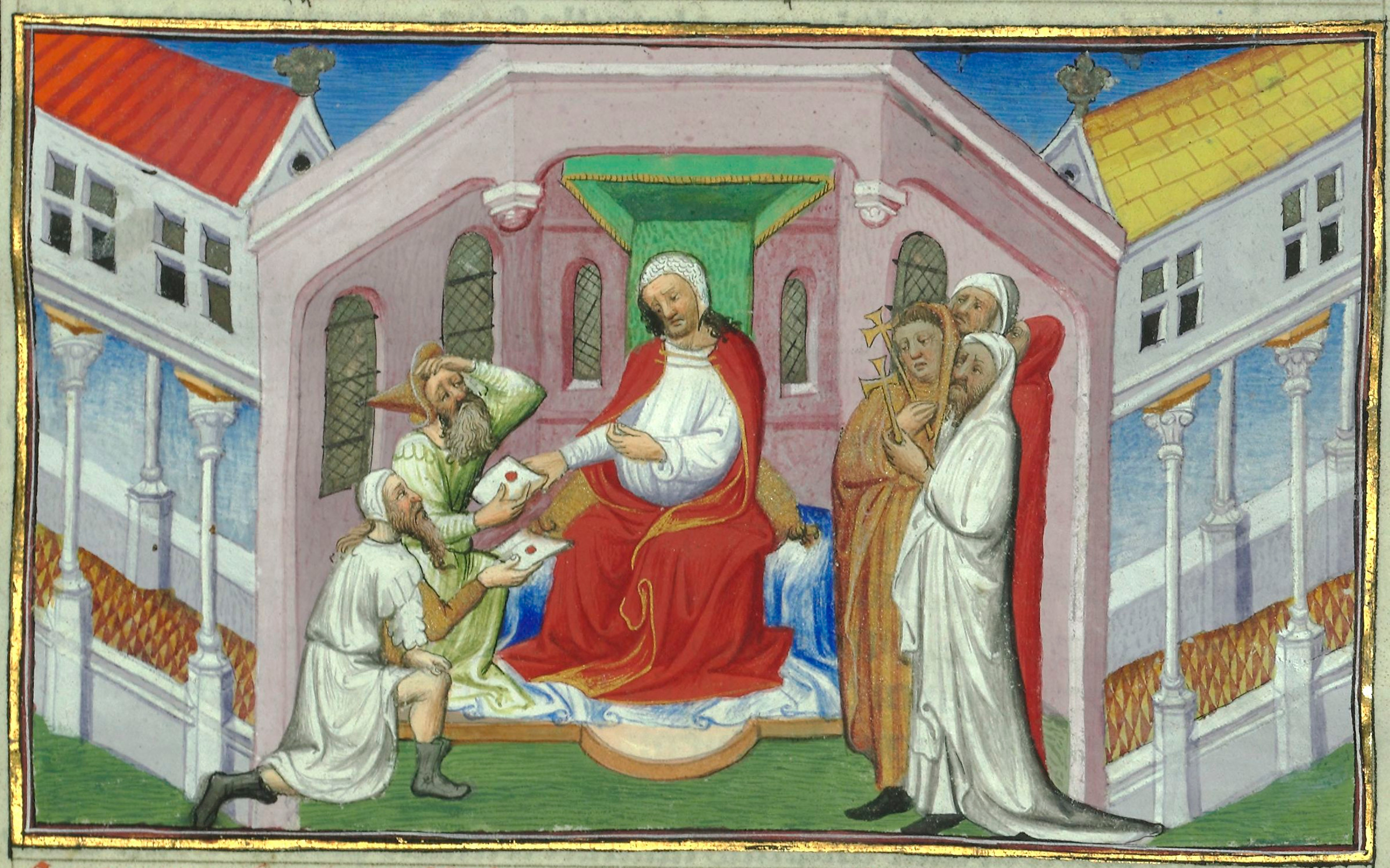
وانغ خان أحد القرايتيين المسيحيين التابعين لجنكيز خان مصورا على هيئة الكاهن يوحنا الأسطوري.

تذكر سيرة حياة مار أبا وجود أسقف مقيم في تركستان منذ سنة 549، كما انتشرت منذ ذلك الحين العديد من النقوش السريانية وخاصة في بلاد ما وراء النهر في طلاس بكازخستان حاليًا وبنجكنت بطاجكستان. ويبدو من الأخطاء اللغوية في بعض تلك الكتابات أن كاتبها كان على الأغلب من المتحدثين بالصوغدية. أما بحلول القرن التاسع وصلت المسيحية إلى جنوب بحيرة بالخاش بين الصين وكازخستان.
ساعدت الاضطهادات التي واجهتها كنيسة المشرق في العراق بالقرن الحادي عشر على توسعها التدريجي شرقًا، ويلاحظ أنه بجانب السريان المشارقة كان هناك تواجد أقل لكل من السريان المغاربة ومجموعات يهودية وزرادشتية في آسيا الوسطى. كما كان هناك تواجد لكنيسة المشرق شمالا في بيرم بروسيا حاليًا حيث عثر على عدة نقوش سريانية ومخطوطات من الإنجيل يعود بعضها إلى القرنين الخامس والسادس.
بالتوجه شرقًا نحو منغوليا كان الأونغوت الذين اعتنقوا المسيحية يستعملون لغتهم التركية المحلية في الطقوس الدينية، كما اختلطت العادات المسيحية بالشامانية والبوذية بشكل متزايد. وحول بحيرة بايخال انتشرت المسيحية بين المرقيتيين. وفي منشوريا بأقصى شمال شرق الصين تحولت عدة قبائل تنغوسية إلى المسيحية، كما انتشرت مقابر مسيحية في عدة أجزاء في شمال شرق الصين.
أعتنق بعض المنغوليين المسيحية، لعل أبرزهم قبائل الأونغوت التي استوطنت المنطقة الواقعة شمال النهر الأصفر. وبسبب تحالفهم مع جنكيز خان خلال معاركه مع النيمانيين (الذين اعتنقوا المسيحية كذلك) تمكنوا من الوصول لمراكز قيادية مرموقة وتأسيس مملكة في منغوليا الداخلية. ورسخ أحد ملوكهم هذا التحالف بأن تزوج بإحدى حفيدات قوبلاي خان.
لم تكن هذه التحالفات ضمانة للمسيحيين في آسيا الوسطى، فحين اجتاح المغول الدولة الخوارزمية سنة 1220 قاموا بقتل جل مسيحيي المدن الكبرى كسمرقند وبخارى ومرو بدون تمييز. وهو الأمر الذي جعل الأوربيون يترددون في الدخول في حلف معهم. على أن المنغول عرفوا فيما بعد بسياسة التسامح مع جميع الديانات بمجرد أن ثبتوا سلطتهم في آسيا الوسطى وفارس.
بعد سقوط بغداد سنة 1258 أصبح للمنغول حدود مشتركة مع الصليبيين ما شجع بابا روما إلى إرسال رهبان فرنسيسكان إلى آسيا الوسطى في محاولة لتحويل المنغول للكثلكة في ظل الحرية الدينية التي تمتعت بها الإمبراطورية المنغولية. وقد تباين الكاثوليك في وصف المنغول المسيحيين، فبحسب وليم الروبروكي كان أتباع كنيسة المشرق من المتعلمين الذين اتقنوا السريانية غالبًا وعمد أساقفتهم أحيانًا إلى وسم كهنة أطفال بسبب ندرة وصول هؤولاء الأساقفة إلى مناطقهم. وينتقد وليم كذلك بعض الكهنة الذين اتخذوا أكثر من زوجة وأدمنوا على الشرب. وربط ماركو بولو بين أمراء المنغول المسيحيين والكاهن يوحنا الذي انتشرت أسطورته في أوروبا حينها.
وتمتع المنغول الذين تبعوا كنيسة المشرق بعدة أمور كانت ممنوعة رسميًا سلفًا، فعلى سبيل المثال لم تكن البتولية مفروضة على كهنتهم. كما خلط بعض رجال الدين المسيحية بتقاليدهم المحلية فكان الكاهن يعتبر شامان في بعض الأحيان. غير أن السريانية استمرت كلغة طقسية بالرغم من قلة معرفة رجال الدين بها بالإضافة لذلك كانت المراكز الدينية العالية حكرًا على مرسلين سريان من الشرق الأوسط.

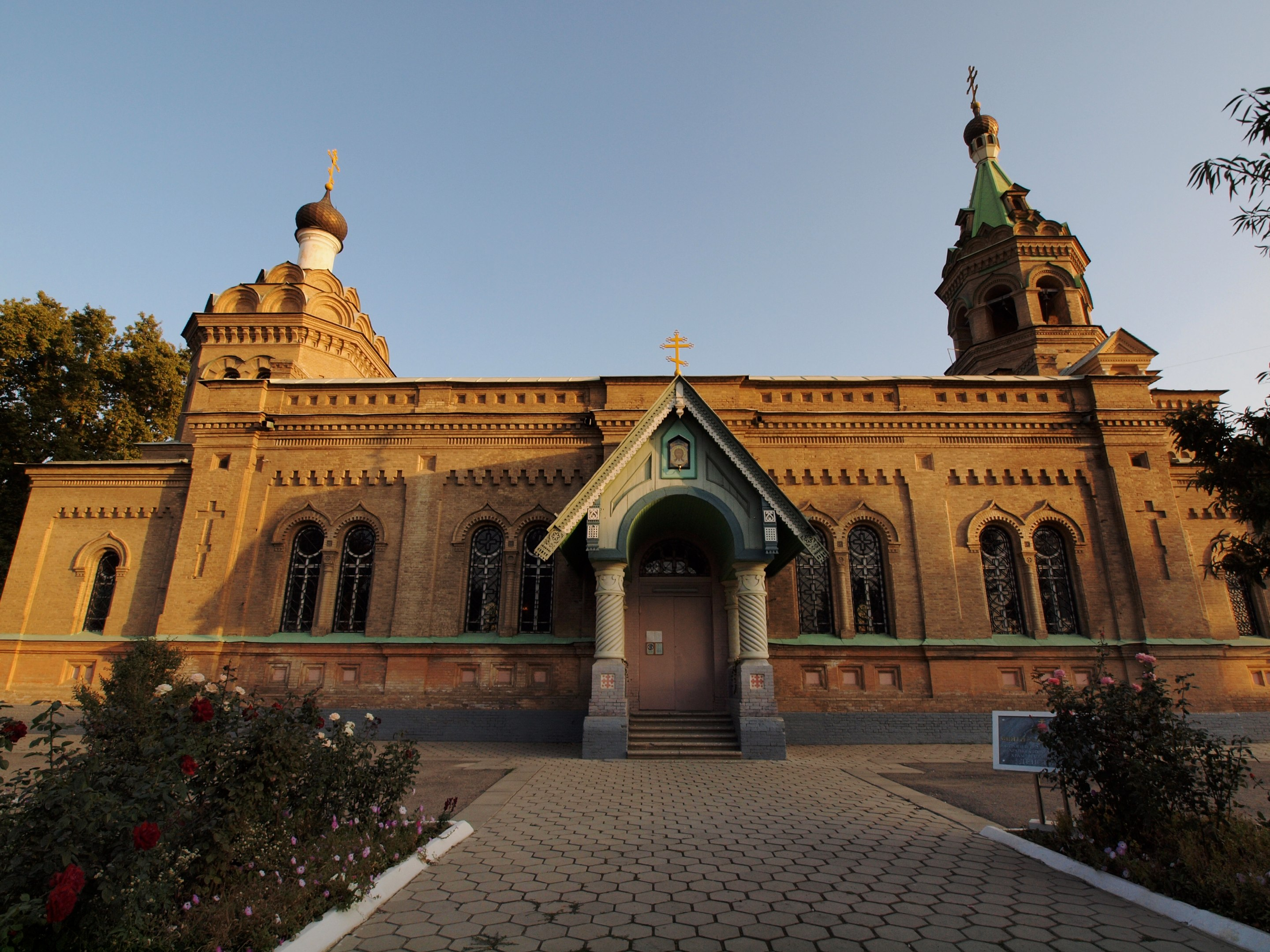
كنيسة القديس ألكس في مدينة سمرقند.

قبل ظهور الإسلام، كان في أوزبكستان مجتمعات مسيحية شرقية لا بأس بها، بما في ذلك النساطرة والسريان الأرثوذكس وكان أتباع كنيسة المشرق من المتعلمين الذين اتقنوا السريانية. قام البطريرك صليبا بطريرك كنيسة المشرق (714-728) بتنظيم الوجود المسيحي في وسط وشرق آسيا بأن أسس مطرانيات في هرات وسمرقند والصين.
تذكر سيرة حياة مار أبا وجود أسقف مقيم في تركستان منذ سنة 549، كما انتشرت منذ ذلك الحين العديد من النقوش السريانية وخاصة في بلاد ما وراء النهر في طلاس بكازخستان حاليًا وبنجكنت بطاجكستان. ويبدو من الأخطاء اللغوية في بعض تلك الكتابات أن كاتبها كان على الأغلب من المتحدثين بالصوغدية. أما بحلول القرن التاسع وصلت المسيحية إلى جنوب بحيرة بالخاش بين الصين وكازخستان. ساعدت الاضطهادات التي واجهتها كنيسة المشرق في العراق بالقرن الحادي عشر على توسعها التدريجي شرقًا، ويلاحظ أنه بجانب السريان المشارقة كان هناك تواجد أقل لكل من السريان المغاربة ومجموعات يهودية وزرادشتية في آسيا الوسطى.
شهدت أواخر الحرب البيزنطية الساسانية هزائم متتالية للفرس، كما اغتيل خسرو سنة 628 ما أتاح الفرصة لتنصيب بطريرك جديد على رأس كنيسة المشرق، فوقع الاختيار بداية على باباي غير أنه اعتذر عن تسلم المنصب وتوفي بنفس العام. انتخب بعد ذلك أسقف بلد يشوعيهب الثاني (622-645) وخلال عهده فتحت العديد من المدارس اللاهوتية في محاولة لمواجهة توسع الميافيزيين. وبالمقابل، تمكن السريان الأرثوذكس بقيادة ماروثا التكريتي الذي عاصر يشوعيهب الثاني من ترسيخ وجودهم، وحاز ماروثا نتيجة لنشاطاته على لقب مفريان أنطاكيا.
أرسلت الملكة بوراندخت يشوعيهب لرئاسة بعتها دبلوماسية لعقد الصلح مع الإمبراطور البيزنطي هرقل. كما شهدت هذه الفترة توسع الكنيسة بشكل ملحوظ وقام يشوعيهب بنصب أساقفة على حلوان وهرات وسمرقند وشيان ولويانغ والهند.

## انتشار المسيحية في جنوب شرق آسيا

### الفلبين

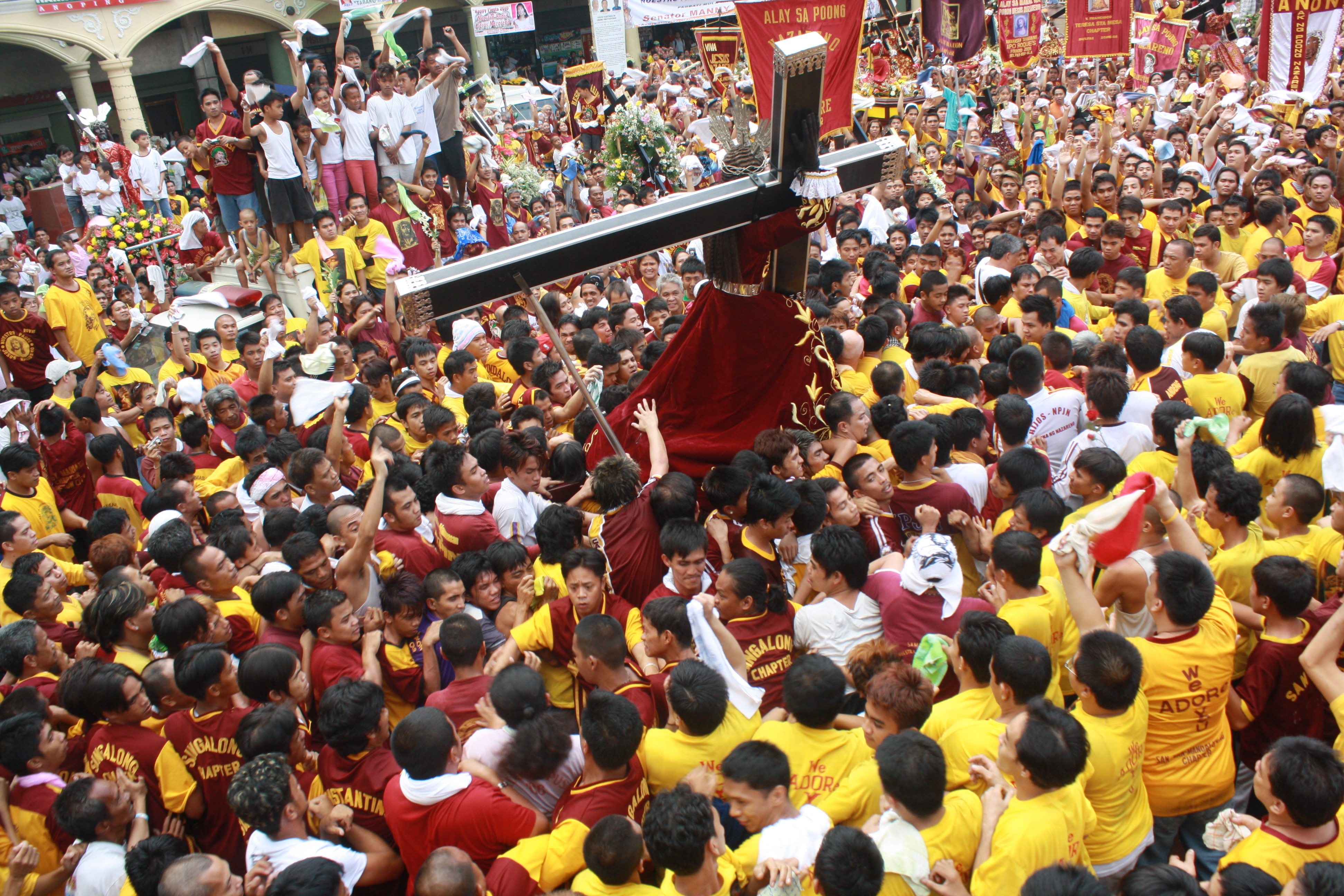
تطواف الناصري الأسود.

في عام 1521، وصل المستكشف البرتغالي فرديناند ماجلان إلى الفلبين وطالب بالجزر للتاج الإسباني،  لكنه قتل في معركة ماكتان على يد قبيلة السلطان المسلم لابو لابو في جزيرة ماكتان. بدأ الاستعمار عندما وصل المستكشف الأسباني ميغيل لوبيز دي ليجازبي من المكسيك في عام 1565 وأنشأ أولى المستوطنات الأوروبية في سيبو. في عام 1571، بعد التعامل مع الأسر الحاكمة المحلية في أعقاب مؤامرة توندو وهزيمة القرصان الصيني ليماهونغ، جعل الإسبان من مانيلا عاصمة الهند الشرقية الأسبانية. ثم انتشرت المسيحية على نطاق واسع في البلاد بين المسلمين واتباع الديانات المحلية.
ساهم الحكم الإسباني بشكل كبير في جلب الوحدة السياسية إلى الأرخبيل. من 1565-1821، كانت تدار الفلبين باعتبارها أراضي تابعة للتاج الإسباني ومن ثم أصبحت تدار مباشرة من مدريد بعد حرب الاستقلال المكسيكية. كما قام المبشرون من الرومان الكاثوليك بتحويل معظم سكان الأراضي المنخفضة إلى المسيحية، وأسست المدارس، والجامعات، والمستشفيات.

### ماليزيا
صلت المسيحية في ما هو الآن ماليزيا من خلال التجار من الشرق الأوسط في القرن 7. وقد دخلت الكاثوليكية من قبل البرتغاليين في القرن 15، تليها البروتستانتية مع التجار الهولنديين في عام 1641. ومع أفول نجم النفوذ البرتغالي بدأت البروتستانتية في النمو على حساب الكاثوليكية. ازداد نمو المسيحية من خلال المبشرين الذين وصلوا خلال الحكم البريطاني في القرن 19 خاصًة في ماليزيا الشرقية. أستثنت الإرساليّات التبشيريّة ثنيها التبشير بين الملايو، في حين ركزّت عملها على الصينيين والهنود.

### اندونيسيا

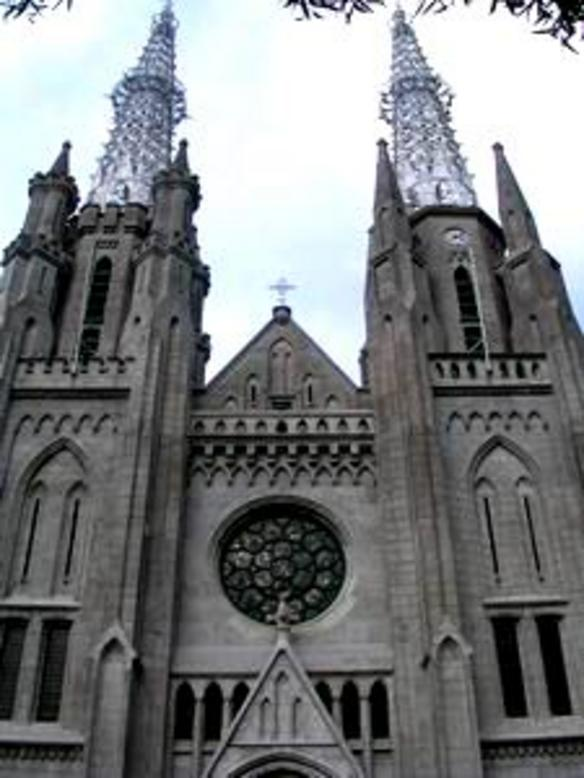
كاتدرائية سانت ماري الكاثوليكية، جاكرتا.

وصلت البروتستانتية في إندونيسيا من خلال شركة الهند الشرقية الهولندية (VOC) خلال الاستعمار في القرن السادس عشر. سياسة حظر الكاثوليكية ساهمت في زيادة كبيرة في نسبة المؤمنين في البروتستانتية في إندونيسيا. جهود التبشير بالنسبة للجزء الأكبر لم يمتد إلى جاوة أو غيرها من المناطق ذات الأغلبية مسلمة. البروتستانتية توسعت بشكل كبير في القرن 20، مع وصول المبشرين الأوروبي في بعض أجزاء من البلاد، مثل غينيا الغربية الجديدة وجزر سوندا الصغرى.
في حين وصلت الكاثوليكية إلى إندونيسيا مع وصول البرتغاليين للتجارة التوابل. كان هدف العديد من البرتغاليين نشر الرومانية الكاثوليكية في إندونيسيا، بدءًا من جزر الملوك (مالوكو) في 1534. بين 1546 و1547، نشطت الارساليّات المسيحية التبشيرية وّعمد العديد من السكان المحليين.
خلال حقبة الهند الشرقية الهولندية انخفض عدد الممارسين للكاثوليكية بشكل كبير، وذلك بسبب سياسة VOC لحظر الكاثوليكية. العداء من قبل الهولنديين تجاه الكاثوليكية تعود تاريخها بسبب استقلال الأمّة البروتستانتية الهولندية بعد الحرب الدامية الثمانين عامًا ضد الحكم القمعي الكاثوليكي للآل هابسبورغ في إسبانيا. وكانت النتيجة الأكثر أهمية للكاثوليكية انتشارها في جزيرة فلوريس وتيمور الشرقية. وبعد انهيار قانون VOC مع إضفاء الصفة القانونية على الكاثوليكية في هولندا بدءًا من حوالي عام 1800، عادت الكاثوليكية في الانتشار في أندونيسيا.

### سنغافورة
وصلت المسيحية لأول مرة على شواطئ سنغافورة بعد فترة وجيزة من تأسيس سنغافورة الحديثة وذلك في عام 1819. في غضون عام ونصف العام، وصلت أولى الارساليات البروتستانتية التبشيرية. وصل أول قس كاثوليكي في ديسمبر 1821 واحتفل بالقداس الكاثوليكي لأول مرة في البلاد.
اعتمدت الحكومات الاستعمارية سياسة الحياد وعدم التدخل بشأن الدين. أنشئت الكنائس ووصل عدد من المبشرين المسيحيين إلى الجزيرة. كما أنشأوا منظمات الرعاية الاجتماعية والعديد من المدارس التبشيرية التي تعتبر بشكل جيد مدارس النخبة وذات مستوى تعليمي عال.

### تايلند

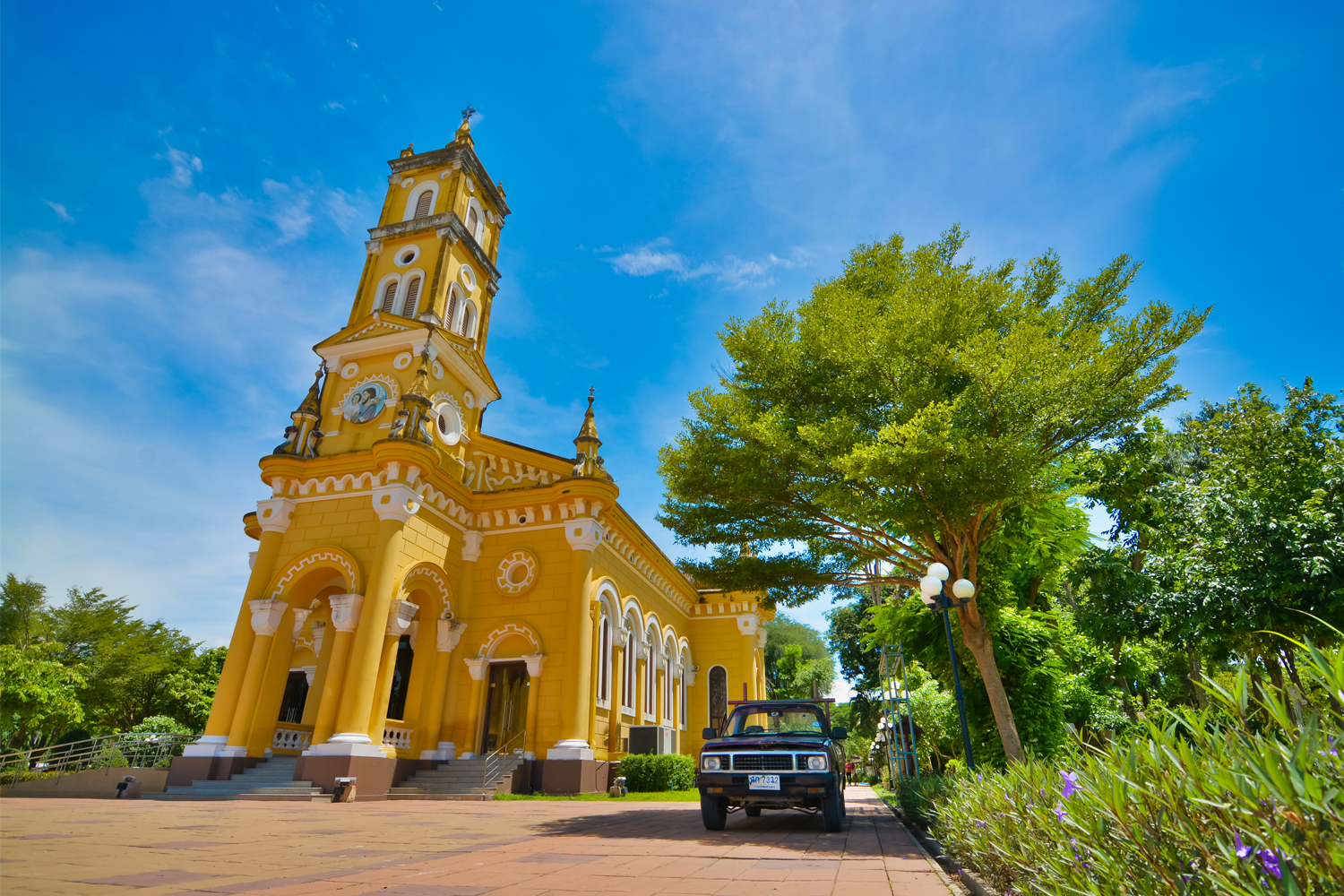
كنيسة القديس يوسف الكاثوليكية في مدينة أيوتايا التاريخية.

تاريخيًا، لعبت الكنائس المسيحية دورًا هامًا في تحديث تايلاند، ولا سيّما في مجال المؤسسات الاجتماعية والتربوية وفي الرعاية الصحية والتعليم، فأنشأت الكنائس المسيحية أولى المستشفيات الحديثة في البلاد، كما تتواجد المدارس والكليّات والجامعات المسيحية الرئيسية في كافة أنحاء تايلاند وتخرّج النخب الاجتماعية في البلاد، يُذكر أنّ المبشرين أدخلوا الطب الحديث والجراحة واللقاحات ضد الجدري، وتدريس اللغات الأجنبية وكتابة القواميس اللغوية، كما ونشطت الكنائس المسيحية توفير القيادة في الحركة الديمقراطية التايلاندية، إغاثة اللاجئين، وتحسين وضع المرأة والمعاقين والأطفال.
أولى المبشرين الكاثوليك كانا الراهب جيرونيمو دا كروز وسيباستياو دا كانتو وهم من الدومنيكان، الذين جاؤوا في 1567. وقتلوا من قبل البورمييم في 1569. في وقت لاحق، وصل الفرنسيسكان واليسوعيون. وعرف القرن السابع عشر والثامن عشر والتاسع عشر فترات متناوبة من التسامح والاضطهاد من قبل حكام مملكة سيام.

## انتشار المسيحية في الشرق الأقصى

### الصين

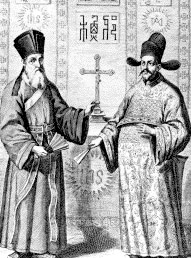
اليسوعيان ماتيو ريتشي (يسار) وشو جوانكي (يمين) في الطبعة الصينية لاصول إقليدس نشرت في عام 1607.

خلال القرن السابع عشر ركّز اليسوعيون ضمن مناهجهم على تعلّم اللغات القديمة كالعبرية واليونانية، واللغات غير أوروبية أيضًا كالصينية والفيتنامية؛ وكانت أول كلية خارج أوروبا قد تأسست في ماكاو على اسم القديس بولس عام 1594. أوجب اليسوعيون أيضًا دراسة العلوم الإنسانية، والحقوق، في حين لم يتوقف أبدًا الزيادة الاضطرادية في العدد. اهتمّ اليسوعيون بالعلوم والفنون «لأننا نستطيع أن نرى الله في كل شيء»، وهو ما تزايد خلال القرن السابع عشر، وقد ظهر عدد من الرسامين والموسيقيين اليسوعيين البارزين، وكذلك اللغويين، الذين وضعوا معاجم للغات الإسبانية والبرتغالية ما كرّس تحولها إلى لغات مستقلة عن اللاتينية. في الصين، ترجم اليسوعيون إلى الصينية مؤلفات علمية عديدة، لاسيّما تلك المتعلقة بالرياضيات، واطلعوا الصينيين على الاكتشافات الحديثة آنذاك كالفرجارات والمؤقتات والمارايا الأفقية، كما حققوا عملاً جغرافيًا ضخمًا، وبحسب شهادة معاصرة «لا تزال خرائط اليسوعيين تثير إعجاب الاختصاصيين المعاصرين».
العمل الثاني الذي قام به اليسوعيون، كان ترجمة آثار الفلسفة الصينية القديمة إلى لغات أوروبا ما ساهم في اطلاع الغرب والعالم على مناحي لم يطلع عليها مسبقًا.
ان المبشرون الكاثوليك أول من وصل إلى ماكاو. في عام 1535، حصل التجّار البرتغاليين على حقوق لإرساء السفن في موانئ ماكاو وذلك من أجل تفعيل الأنشطة التجاريّة، لكن لم يكن لهم الحق في البقاء على اليابسة. بين الأعوام 1552-1553، حصل البرتغاليين على إذن مؤقت لإقامة معامل تخزين في أراضي ماكاو وبالتالي بنوا البيوت الحجرية في جميع أنحاء المنطقة والتي تسمى الآن فان نام. في عام 1557 أقامت البرتغال مستوطنة دائمة في ماكاو وبإيجار سنوي يقدر بما وزنه 500 تايل من الفضة. ومع ازدياد أعداد القادمين من البرتغال للتجارة بدأت المطالبات البرتغالية لإدارة ماكاو، والتي قوبلت برفض السلطات الصينية حتى تمت الموافقة في عقد 1840. عام 1576، أنشأ البابا غريغوريوس الثالث عشر الأبرشية الرومانيّة الكاثوليكيّة في ماكاو. في عام 1583، سُمح للبرتغاليين في ماكاو بتشكيل مجلس الشيوخ للتعامل مع مختلف القضايا المتعلقة بالشؤون الاجتماعية والاقتصادية في ظل رقابة صارمة من السلطات الصينية، ازدهرت المسيحيّة في ماكاو مع وصول البعثات التبشيريّة خاصًة اليسوعية في القرن 17، حيث أنشأ اليسوعيين مدارس وجامعات ومستشفيات وغيرها من المؤسسات. بدأ وصول البعثات البروتستانتية في القرن الثامن عشر. وقد عٌمّد أول بروتستانتي في ماكاو من السكان المحليين بواسطة روبرت موريسون في ماكاو حوالي عام 1814.

### اليابان

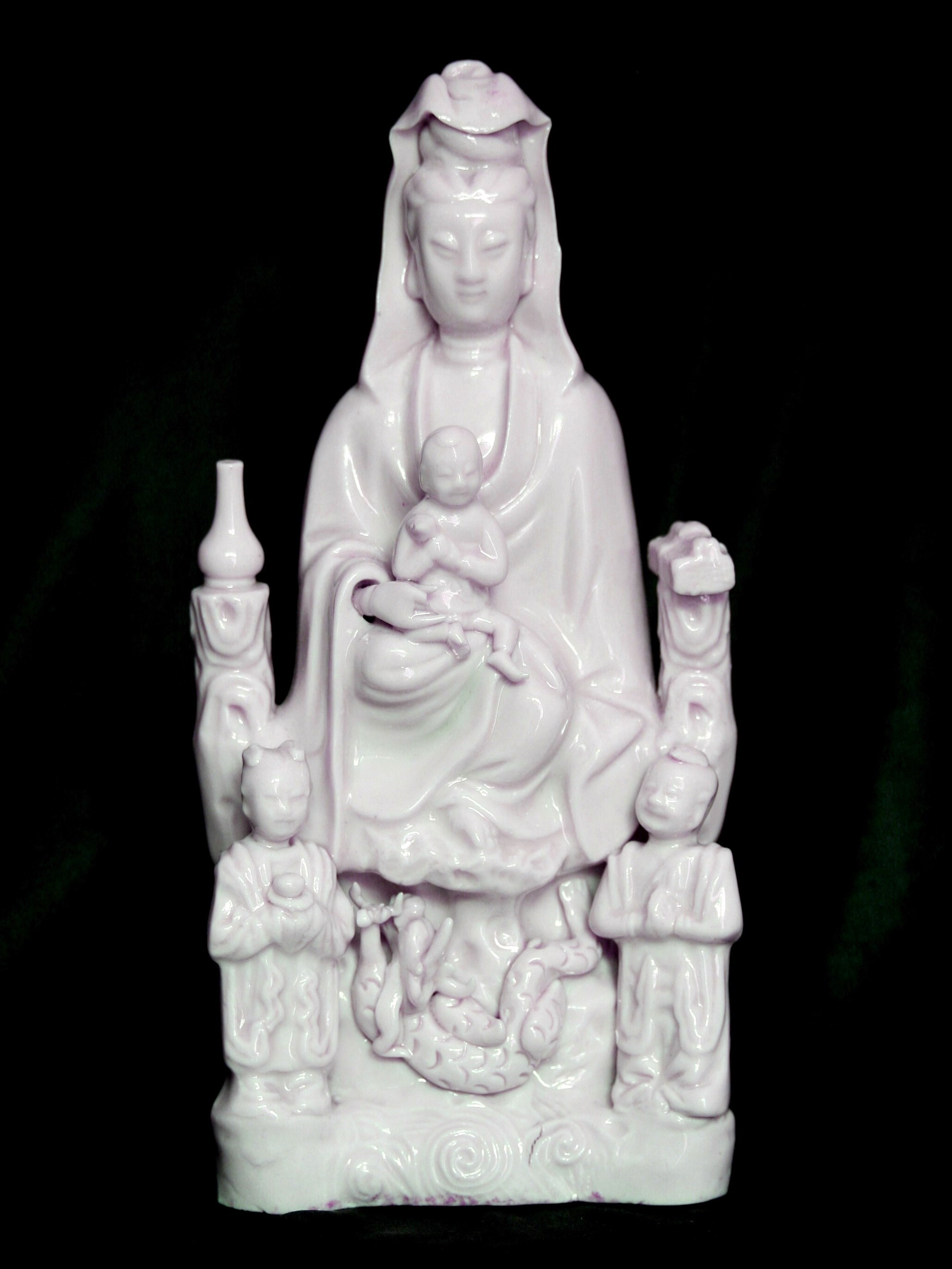
تمثال العذراء والمسيح على شكل بوذي، فلقد مارس المسيحيين الخفيين المسيحية بشكل سرّي خلال عصر شوغونية توكوغاوا.

سمحت السلطات بالتبشير المسيحي في اليابان في منتصف القرن السادس عشر. وتولى اليسوعيون نشرها، حيث قدر عدد المسيحيين اليابانيين عام 1579 بنحو مائة وثلاثين ألف شخص. واستخدم الحاكم الياباني «هيديوشي» المسيحية في صراعه الداخلي ضد البوذيين، لكنه انقلب على أتباع الدين الجديد لخوفه من تزايد النفوذ البرتغالي، فبدأت مرحلة الاضطهاد. وقد نُقل عنه قوله إنه لا يعترض على المسيحية، ولا يرى ما يجعله يسيء الظن بالمبشرين، لكنهم مع ذلك أجانب قدِموا من الخارج، ولا يحق لهم التهجم على آلهة اليابان.
وسرعان ما اتسع نطاق الاضطهاد، حيث منعت السلطات في عام 1616 العلاقات التجارية مع العالم الخارجي، وتم في سنة 1622 إعدام نحو 120 من المبشرين ومعتنقي المسيحية، ليتلو ذلك طرد الرعايا الإسبان وسط عمليات قتل وتصفية واسعة، وتم إجبار الآلاف من المسيحيين اليابانيين على ترك المسيحية تحت طائلة التعذيب والتهديد. وفي عام 1635 صدر قرار بمنع أي ياباني من السفر إلى الخارج أو العودة إلى اليابان إن تركها مسافراً. وبلغ خوف اليابانيين من عودة المسيحية أن منعوا استيراد الكتب والمطبوعات الغربية.
واضطرت اليابان بعد قرنين ونصف القرن، تحت تأثير الكثير من الضغوط الدبلوماسية، أن ترفع الحظر عام 1837 عن الديانة المسيحية. وعادت المسيحية تنتشر حيث تحول إليها نحو مائة ألف خلال بضع سنوات.

### فييتنام

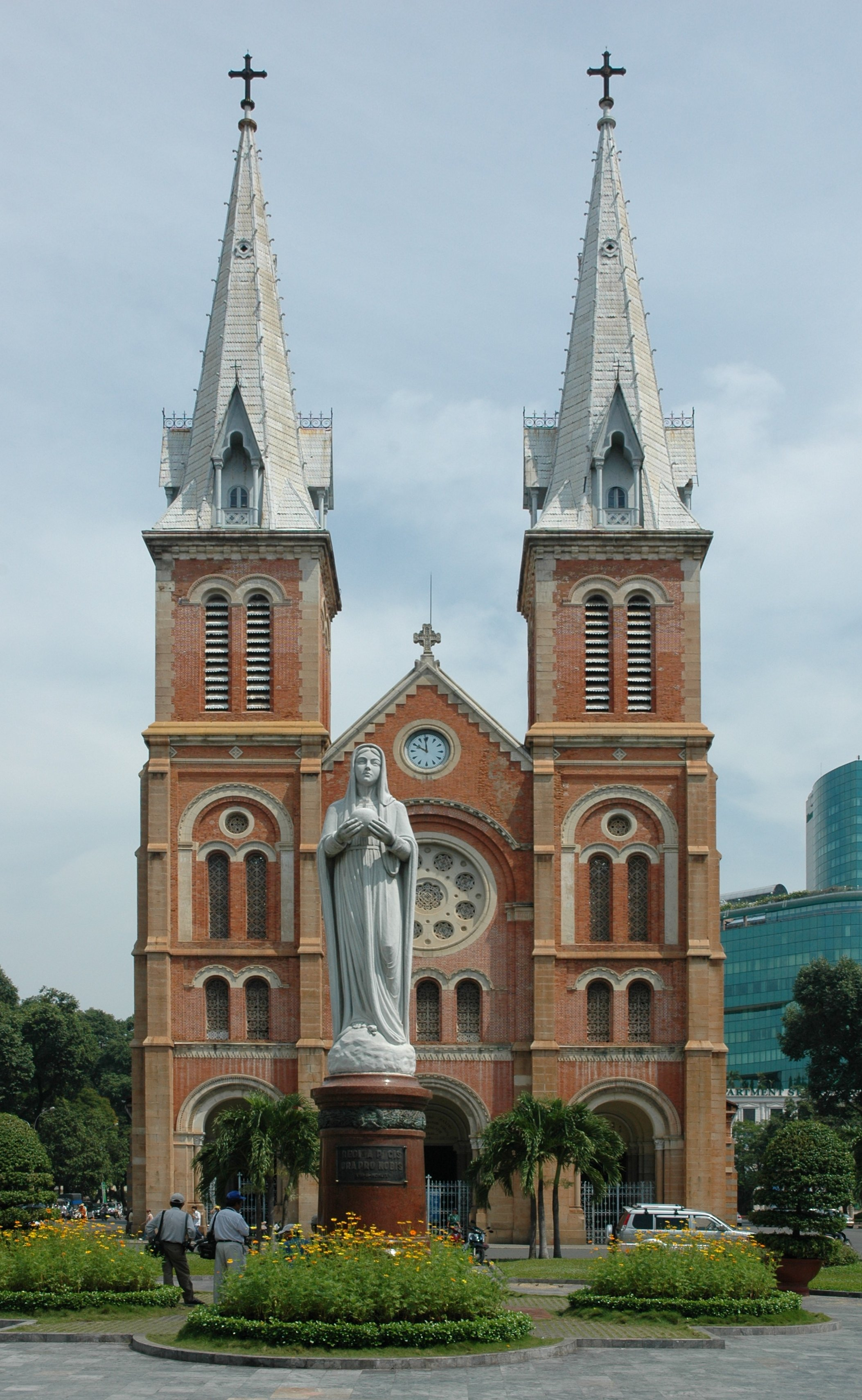
كاتدرائية سايغون نوتردام.

الكنيسة المسيحية الأكثر انتشارًا في فيتنام، هي الكنيسة الكاثوليكية والتي دخلت البلاد من خلال المبشرين الكاثوليك البرتغاليين في القرن السادس عشر وتعزز نفوذها خلال الحكم الإستعماري الفرنسي. في وقت لاحق من أنشأ المبشرين اليسوعيين البعثات ومراكز تبشيريّة مسيحية بين السكان المحليين.
كان المبشّر اليسوعي التبشيرية ألكسندر دي رودس، والذي عمل في فيتنام بين 1624 و 1644، أبرز الوجوه التبشيرية هذه الفترة. ومن بين الإنجازات التي قام بها للثقافة الفيتنامية كانت خلال تطوير أبجدية للغة الفيتنامية بالتنسيق مع العلماء الفيتنامية، واستنادًا إلى عمل المبشرين البرتغالييّن في وقت سابق. كان من المفترض استخدام هذه الأبجدية، استنادًا إلى الكتابة اللاتينية مع علامات التشكيل، وأضاف ذلك للمساعدة في تعزيز جهود التعليم والتبشير. الأبجدية التي قام بها دي رودس لا تزال قيد الاستخدام، ويشار إليها الآن باسم كووك نغو (اللغة الوطنية).
لعب الكاهن الفرنسي بينو دو بيهان دورًا رئيسيًا في تاريخ الفيتنامية في أواخر القرن 18 من قبل مصادقة نجوين آنه، وهو من كبار حاكم نجوين وقد هرب من تمرد الاخوة سون تاي في 1777. وأصبح دو بيهان موالي لنجوين آنه والراعي والمستشار العسكري، وكان قادرا على كسب صفقة عظيمة صالح للكنيسة. خلال حكم نجوين آنه المعروف باسم الإمبراطور جيا لونغ، سمح بالإيمان الكاثوليكي والأنشطة التبشيرية دون عائق من احترامه لمحسنين له من الكاثوليك.
تنظر الحكومة الفيتنامية للكنيسة كاثوليكية على نطاق واسع على أنها مؤسسة مشبوهه. هذه الريبة نشأت خلال القرن التاسع عشر، عندما تعاون بعض الكاثوليك مع المستعمرين الفرنسيين في البلد والثورة على الحاكم الكنفوشي ثيو تري ولقلب النظام ومساعدة محاولات الفرنسيين لتثبيت الأباطرة الكاثوليك، كما هو الحال في ثورة لي خوي فان في عام 1833. فضلًا عن من استئثار الكاثوليك في حكْم فيتنام الجنوبية بين الأعوام 1955-1975 وسيطرة الحكّام الكاثوليك من أسرة نجو عن طريق الأخوين نجو دنه ديم وتقو ديم، ووين ڤان ثيو على مكاسب البلاد اقتصاديًا وسياسيًا وكان أغلب جنرلات العاصمة «سايغون» من الكاثوليك، مما أساء البوذيين من احتكار الكاثوليك للسلطة والاقتصاد والجيش والمناصب الرئيسية وذلك على الرغم من كونهم أقلية وائتلافهم مع الولايات المتحدة والغرب. وعلاوة على ذلك، موقف الكنيسة الكاثوليكية القوي المناهض للشيوعية وبذلك تعتبر عدو للدولة الفيتنامية. الكنائس التابعة للفاتيكان محظورة رسميًا ويسمح فقط في المنظمات الكاثوليكية التي تسيطر عليها الحكومة. ومع ذلك، فقد حاول الفاتيكان التفاوض على إقامة علاقات دبلوماسية مع فيتنام في السنوات الأخيرة.

### كوريا

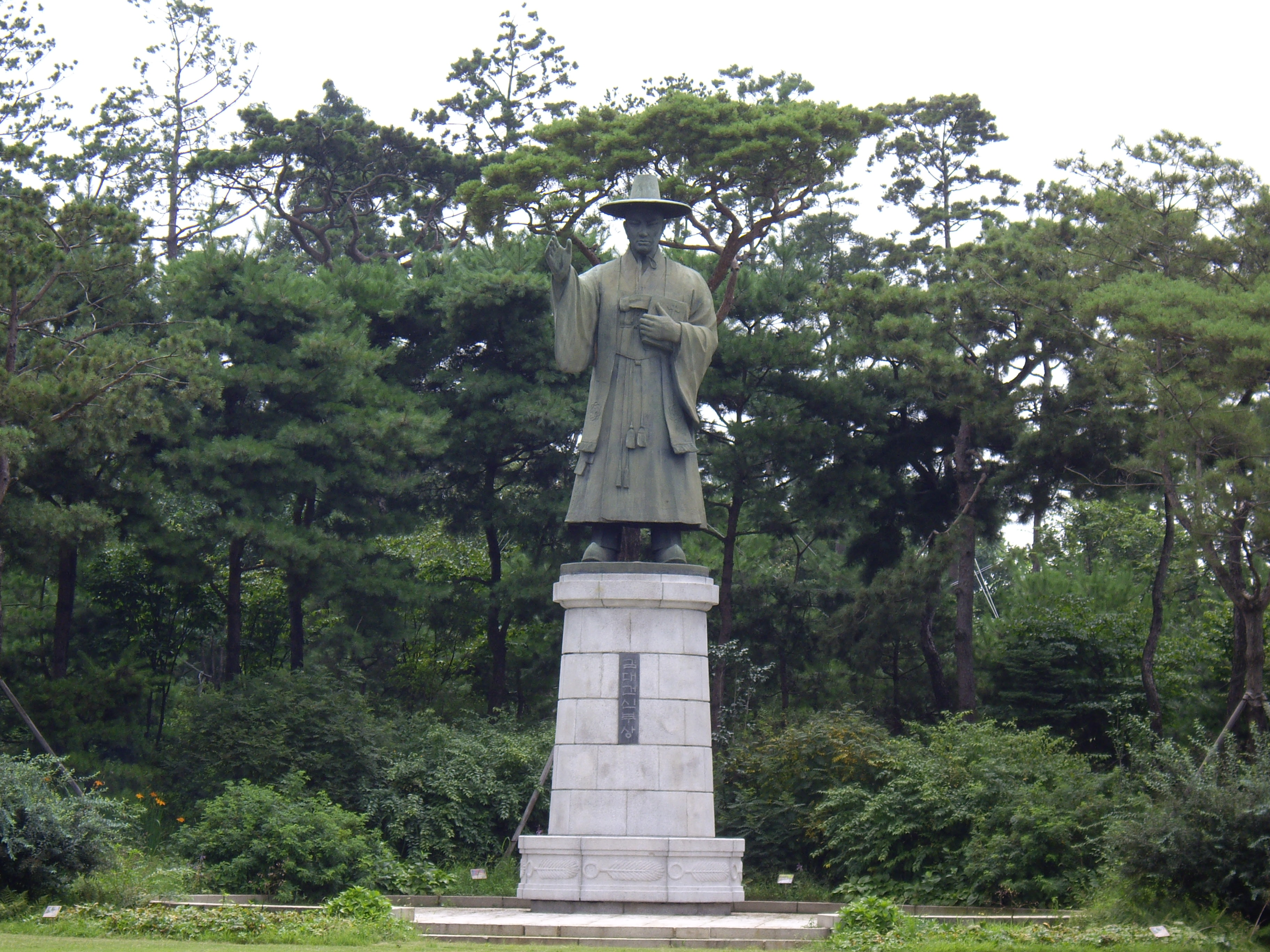
نصب لأحد شهداء كوريا الكاثوليك.

دخلت المسيحية في صورة المذهب الكاثوليكي إلى كوريا في القرن السابع عشر الميلادي عندما انتشرت نسخ الأعمال الدينية التي كتبها القس الكاثوليكي «ماتيو ريتشى» من عاصمة الصين بكين إلى كوريا حيث كانت مكتوبة باللغة الصينية وذلك خلال الرحلة السنوية الرسمية الكورية لإمبراطور الصين. وكانت هذه الكتب تحتوى العقائد الدينية وأخر ما وصلت إليه العلوم في الغرب مثل الساعة الشمسية وغيرها من الأمور التي جذبت انتباه علماء مملكة «جو سون» خاصة علماء مذهب التعليم العلمي (سيل هاك).
وبحلول القرن الثامن عشر الميلادي، اعتنق العديد من هؤلاء العلماء وأسرهم الكاثوليكية. إلا أنه لم يستطيع أحد من القساوسة دخول كوريا حتى عام 1785. وذلك عندما قام الأب (بيتر جرامونت) بعبور الحدود وبدأ في نشر الكاثوليكية بين الكوريين. وأخذ عدد الكاثوليكيين في الازدياد على رغم من أن التبشير بديانة أجنبية في أراضى كوريا كان أمراً ممنوعاً من الناحية القانونية. فضلاً عن العقاب القاسي تجاه ذلك. وفي عام 1863 كان في كوريا حوالي 23 ألف كاثوليكي يرأسهم 12 قساً.
ومع تولى السيد (داى وان كون) أب ولي العهد العرش في عام 1863، اشتد اضطهاده للكاثوليكيين واستمر هذا الوضع حتى عام 1876، عندما أجبرت كوريا على توقيع عدد من الاتفاقيات مع الدول الغربية. وفي عام 1925، تم تكريم 79 شهيداً كورياً استشهدوا أثناء اضطهاد مملكة «جو سون»، وذلك في كنيسة القديس (بطرس) بروما العاصمة الإيطالية، كما كرم 24 كورياً بنفس الطريقة في عام 1968.
في عام 1884، وصل المبشر التابع للفرقة المسيحية البروتستانتية والطبيب الأمريكى «هوراس آلان» إلى كوريا. وأعقبه من الولايات المتحدة المبشر التابع لنفس الفرقة «هوراس أدرو ود» والمبشر للفرقة المسيحية البروتستانتية التابعة لمذهب (جون وزلى) «هينرى أبنزكير» في السنة التالية.وتبعهم وصول العديد من المبشرين البروتستانتين التابعين لمختلف الفرق في كوريا.

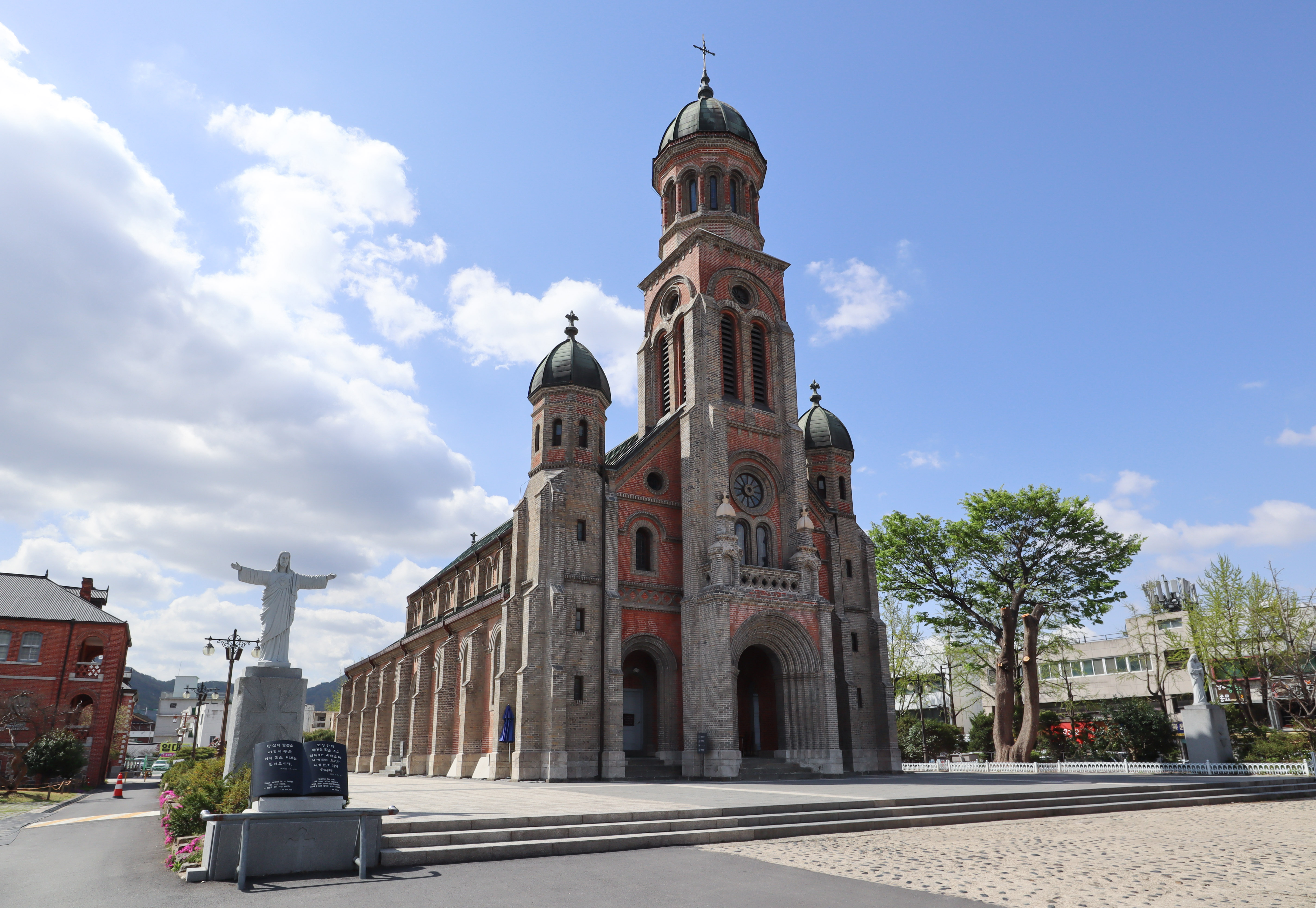
كنيسة كاثوليكية في مدينة جونجو.

ساهم هؤلاء المبشرون في تقدم المجتمع الكورى خاصة في مجالات الخدمة الطبية والتعليم وذلك من أجل نشر عقيدتهم في كوريا. وشارك في حركات الاستقلال قادة بروتستانت كوريين منهم د. «سيو جاى بيل» و«تشى هو» و«لى سانغ جاى» وغيرهم.
ولعبت المدارس البروتستانتية الخاصة مثل مدرسة «يون هي» ومدرسة «إي هوا» دوراً مهماً اتقوية الوعي الوطني بين الجمهور. وأنشئت جمعية سيؤل للشباب المسيحين في 1903 وتبعتها منظمات مسيحية أخرى. وقدمت هذه المنظمات برامجها الاجتماعية السياسية النشطة مما شجع إنشاء جماعات مسيحية جديدة وانضمام عدد كبير من الشباب الكوريين إليها. لم تلعب هذه الجماعات دوراً مهماً في الأنشطة السياسية والتعليمية فقط، بل ساهمت في رفع الوعي الاجتماعي المضاد للتطير والخرافة والعادات السيئة أيضاً. وفي الوقت نفسه، ساهمت في حصول المرأة على حق المساواة وإزالة نظام الخلية وتبسيط الطقوس التقليدية.
خلال فترة الإستعمار الياباني لشبه الجزيرة الكورية من عام 1910 حتى عام 1945، لعبت المسيحية دورًا مهمًا في توعية الروح الوطنية والإستقلالية للجمهور، وهو ما جعل المسيحية تستقر في المجتمع الكورية. لكن في الفترة النهائية من الإستعمار الياباني، أغلقت الكنائس المقاومة للمستعمرين اليابانيين بينما بقيت الكنائس المؤيدة للحكم الإستعماري. ومرت المسيحية في كوريا بفترات مضطربة مثل الحرب الأهلية بين الشطرين، وأسهمت تلك الاضطرابات في تقويتها.
معظم الشركات الكبرى في كوريا الجنوبية يديرها مسيحيون وعلى الرغم من أن المسيحيين ليسوا الغالبية في كوريا الجنوبية.[بحاجة لمصدر] واستنادًا إلى نموذج بارو وماكليري، فإن المسيحية قد لعبت دورًا رئيسيًا في نجاح كوريا الجنوبية في المجال الاقتصادي. بالمقابل فإن هذه الدراسة أنتقدت من قبل بعض الباحثين مثل دولراف وتان.
ساهمت الكنائس المسيحية في كوريا الجنوبية في تقدم المجتمع الكوري خاصًة في مجالات الخدمة الطبية والتعليم، ويظهر التأثير المسيحي على التعليم من خلال 293 مدرسة مسيحية و 40 جامعة مسيحية منها ثلاث جامعات مسيحية تتصدر قائمة أفضل خمسة مؤسسات أكاديمية في البلاد. ينظر إلى البروتستانتية في كوريا الجنوبية كدين الطبقة الوسطى والشباب والمفكرّين وسكان المدن، وينظر في إيجابية إلى دورها المركزي في حداثة كوريا الجنوبية ومضاهاة الولايات المتحدة.

## الانتشار حسب البلد
القائمة تستعرض أكبر الدول ذات التجمعات المسيحية من حيث عدد السكان؛ القائمة أُخذت من دراسة قام بها مركز بيو عام 2010:
| مرتبة | دولة                     | عدد المسيحيين | نسبة المسيحيين | المذهب السائد                      |
| ----- | ------------------------ | ------------- | -------------- | ---------------------------------- |
| 1     | الفلبين                  | 86,790,000    | 93.1%          | كاثوليكية                          |
| 2     | الصين                    | 68,410,000    | 5.1%           | بروتستانتية                        |
| 3     | الهند                    | 31,850,000    | 2.6%           | بروتستانتية ثم كاثوليكية           |
| 4     | إندونيسيا                | 23,660,000    | 8.8%           | بروتستانتية ثم كاثوليكية           |
| -     | روسيا الآسيويَّة           | 23,110,000    | 70.0%          | أرثوذكسية شرقية                    |
| 5     | كوريا الجنوبية           | 14,100,000    | 29.3%          | بروتستانتية مشيخية ثم كاثوليكية    |
| 6     | فيتنام                   | 7,030,000     | 8.0%           | كاثوليكية                          |
| 7     | كازاخستان                | 4,150,000     | 26.2%          | أرثوذكسية شرقية                    |
| 8     | جورجيا                   | 3,890,000     | 89.3%          | أرثوذكسية شرقية                    |
| 9     | ميانمار                  | 3,750,000     | 7.8%           | بروتستانتية                        |
| 10    | أرمينيا                  | 3,040,000     | 98.5%          | أرثوذكسية مشرقية                   |
| 11    | باكستان                  | 2,750,000     | 1.6%           | بروتستانتية ثم كاثوليكية           |
| 12    | ماليزيا                  | 2,670,000     | 9.4%           | كاثوليكية؛ بروتستانتية             |
| 13    | اليابان                  | 2,530,000     | 1.6%           | بروتستانتية ثم رومانيّة كاثوليكيّة   |
| 14    | سوريا                    | 1,800,000     | 10.0%          | أرثوذكسية شرقية ثم كاثوليكيّة شرقيّة |
| 15    | لبنان                    | 1,620,000     | 38.3%          | كاثوليكيّة شرقيّة                    |
| 16    | سريلانكا                 | 1,530,000     | 7.3%           | كاثوليكية                          |
| 17    | السعودية                 | 1,500,000     | 4.4%           | كاثوليكية                          |
| 18    | تايوان                   | 1,280,000     | 5.5%           | بروتستانتية                        |
| 19    | تيمور الشرقية            | 1,120,000     | 99.0%          | كاثوليكية                          |
| 20    | هونغ كونغ                | 1,010,000     | 14.3%          | بروتستانتية                        |
| 21    | الإمارات العربية المتحدة | 940,000       | 12.6%          | كاثوليكية                          |
| 22    | سنغافورة                 | 920,000       | 18.2%          | بروتستانتية ثم كاثوليكية           |
| 23    | قبرص                     | 810,000       | 73.2%          | أرثوذكسية شرقية                    |
| 24    | أوزبكستان                | 630,000       | 2.3%           | أرثوذكسية شرقية ثم بروتستانتية     |
| 25    | قرغيزستان                | 610,000       | 11.4%          | أرثوذكسية شرقية                    |
| 26    | تايلاند                  | 600,000       | 0.9%           | بروتستانتية ثم كاثوليكية           |
| 27    | كوريا الشمالية           | 480,000       | 2.0%           | بروتستانتية                        |
| 28    | الكويت                   | 390,000       | 14.3%          | كاثوليكيّة                          |
| 29    | تركمانستان               | 320,000       | 6.4%           | أرثوذكسية شرقية                    |
| 30    | تركيا                    | 320,000       | 0.4%           | أرثوذكسية مشرقية                   |
| 31    | إيران                    | 300,000       | 0.2%           | أرثوذكسية مشرقية                   |
| 32    | أذربيجان                 | 280,000       | 3.0%           | أرثوذكسيّة شرقيّة                    |
| 33    | بنغلاديش                 | 280,000       | 0.2%           | بروتستانتيّة                        |
| 34    | العراق                   | 270,000       | 0.8%           | كاثوليكيّة شرقيّة؛ بروتستانتية       |
| 35    | قطر                      | 240,000       | 13.8%          | كاثوليكية                          |
| 36    | البحرين                  | 180,000       | 14.5%          | كاثوليكية                          |
| 37    | عُمان                     | 180,000       | 6.5%           | كاثوليكيّة                          |
| 38    | إسرائيل                  | 170,000       | 2.2%           | كاثوليكية ثم أرثوذكسية شرقية       |
| -     | جمهورية مرتفعات قرة باغ  | 148,970       | 98.7%          | أرثوذكسية مشرقية                   |
| -     | أبخازيا                  | 144,400       | 60.0%          | أرثوذكسية شرقية                    |
| 39    | نيبال                    | 140,000       | 0.5%           | بروتستانتية                        |
| 40    | الأردن                   | 130,000       | 2.2%           | أرثوذكسية شرقية                    |
| 41    | طاجيكستان                | 110,000       | 1.6%           | أرثوذكسية شرقية                    |
| 42    | فلسطين                   | 100,000       | 2.4%           | أرثوذكسية شرقيّة                    |
| 43    | لاوس                     | 90,000        | 1.5%           | بروتستانتية ثم كاثوليكية           |
| 44    | منغوليا                  | 60,000        | 2.3%           | بروتستانتية                        |
| 45    | كمبوديا                  | 50,000        | 0.4%           | بروتستانتية                        |
| 46    | بروناي                   | 40,000        | 9.4%           | كاثوليكية ثم بروتستانتية           |
| -     | ماكاو                    | 40,000        | 7.2%           | كاثوليكية                          |
| 47    | اليمن                    | 40,000        | 0.2%           | بروتستانتية                        |
| -     | أوسيتيا الجنوبية         | 33,000        | 61.8%          | أرثوذكسية شرقية                    |
| 48    | أفغانستان                | 30,000        | 0.1%           | بروتستانتية                        |
| 49    | بوتان                    | 10,000        | 0.5%           | بروتستانتية                        |
| -     | قبرص الشمالية            | 3,000         | 1.0%           | أرثوذكسية شرقية                    |
| 50    | جزر المالديف             | 300           | 0.08%          | كاثوليكية ثم بروتستانتية           |

### نمو المسيحية
تشهد الدول ذات الثقافة البوذية في الشرق الأقصى ظاهرة في ازدياد معتنقي المسيحية، خاصًة في الصين التي ازداد اعداد معتنقي المسيحية.
- في  الصين اليوم يتواجد بين 70 إلى 150 مليون مسيحي.[134] ومن المتوقع أن تصل أعداد السكان المسيحيين في الصين إلى أكثر من 400 مليون شخص بحلول عام 2040، الأمر الذي سيجعل الصين أكبر دولة مسيحية على الأرض.[135]
- في  كوريا الجنوبية ارتفعت نسبة المسيحيين حتى وصلت اليوم ثلث السكان.[136][137] ووفقًا لقاعدة بيانات المسيحيّة العالميّة نمت المسيحية في كوريا الجنوبية من 20.7% في عام 1985 إلى 29.5% في عام 2005.[138] ووفقا لتقرير فإن أعداداً متزايدة من الشباب أصبحوا مسيحيين في كوريا الجنوبية.[139]
- في اليابان وسنغافورة و تايوان، تعتبر المسيحية الديانة الأكثر نموًا وازديادًا:[140][141][142][143][144]
- في  سنغافورة ارتفعت نسبة المسيحيين من 12.7% سنة 1990 إلى 17.5% سنة 2010، وهي إلى جانب اللادينية تحظى باعلى معدل نمو في سنغافورة.[145] واستمرت معدلات النمو حيث وفقاً لتعداد السكان عام 2015 بلغت نسبة المسيحيين حوالي 18.8% من السكان.[146] وفقا لمركز بيو، من المتوقع أن تنخفض نسبة المسيحية في سنغافورة إلى نحو 17% من السكان في 2050، ويتوقع المركز زيادة في أعداد المسيحيين من 920 ألف في 2010، إلى 1.3 مليون في 2050. بين عام 2010 وعام 2015 كان معدل الخصوبة بين مسيحي سنغافورة حوالي 1.1 وهو أقل من معدل الخصوبة العام في البلاد البالغ 1.4، وفي عام 2010 كان معدل الأعمار بين مسيحيي البلاد حوالي 37 وهو أقل من معدل الأعمار العام البالغ 38.[147] وبحسب تعداد 2010 كانت المسيحية واحدة من أسرع الديانات نمواً في سنغافورة.[148] وذكرت صحيفة «إيرث تايمز» في عام 2008 «إن المسيحية تجتذب بشكل متزايد أتباع الديانة الصينية والطاوية، حيث وجد المسيحيون المتحولون من الشباب أسراً موسعاً في الكنيسة وموسيقى راقية وفرصاً للتواصل الاجتماعي»، وذكرت وكالة الأنباء الفرنسية في عام 2009 أنه «شهدت سنغافورة طفرة في السنوات الأخيرة في الحركات المسيحية الولادة من جديد»، وتنمو المسيحية بين الشريحة السكانية الثرية والمتعلمة حيث تصل نسبة المسيحيين بين الحاصلين على شهادة جامعية إلى حوالي 32.2%.[149] وازدادت نسبة المسيحيين بين الصينيين في سنغافورة من 16.5% في عام 2000 إلى 20.9% في عام 2015.[150][151] وتضم البلاد حوالي 1,600 مسيحي من عرقية الملايو ومعظمهم من خلفية مسلمة.[152]
- في  اليابان وصلت نسبة المسيحيين حسب احصائية مؤسسة غالوب سنة 2006 إلى 6% مقارنة 1% سنة 2000،[153] واستنادًا إلى استطلاع عام 2006 الذي أجرته مؤسسة غالوب وجدت أن المسيحية هي الدين الأسرع انتشارًا بين الشباب الياباني.[154]
- في  منغوليا وفقًا لصندوق مجموعة برنابا التشيرية، ازداد عدد المسيحيين في منغوليا من أربع فقط في عام 1989 إلى حوالي 40,000 اعتبارًا من عام 2008.[155]
- في  إندونيسيا يزداد معدل نمو المسيحية وانتشارها بشكل خاص بين الأقلية الصينية.[156][157]
- في  فييتنام ازداد عدد السكان المسيحيين بنسبة 600% خلال العقود الأخيرة.

دول أخرى:
- في  الهند على الرغم من الإضطهادات الموجهة ضد المسيحيين في الهند، فالمسيحية ومعتنقي المسيحية في ازياد استنادًا إلى منظمة أبواب مفتوحة، في سنة 2005 اعتنق المسيحية بين 60,000 إلى 70,000 هندي المسيحية.[158]
- في  ماليزيا واستنادًا إلى منظمات هندوسية أعتنق 160,000 هندوسي المسيحية في الأعوام الاخيرة.[159] وقد أعتنق حوالي 97,000 هندوسي المذهب المثيودي.[160]
- في  إسرائيل يتواجد يهودٌ ممن اعتنقوا المسيحية يتوزعون بين البروتستانتية والكاثوليكية،[161] وتصل أعداد الكاثوليك من أصول يهودية إلى 40,000.[162]

وفقًا لدراسة المؤمنون في المسيح من خلفية مسلمة: إحصاء عالمي وهي دراسة أجريت من قبل جامعة سانت ماري الأمريكيّة في تكساس سنة 2015 وجدت أن عدد المسلمين الآسيويين المتحولين للديانة المسيحية يبلغ حوالي 6,968,500 شخص. ومن بين دول العالم الإسلامي التي تشهد نموًا في أعداد المسيحيين:
- في  أفغانستان ذكرت وزارة الخارجية الأمريكية أن تقديرات حجم المسلمين المتحولين للمسيحية يترواح ما بين 500-8,000 شخص.[165]
- في  أذربيجان أشارت بعض التقارير إلى وجود 5,000 أذربيجاني اعتنق الديانة المسيحية في الآونة الأخيرة.[166][167]
- في  إندونيسيا ذكرت تقارير صحفيّة أن بعض الدول الآسيوية، وعلى رأسها إندونيسيا، تشهد حملة ملحوظة من التبشير، أدت إلى تزايد كبير في أعداد المتحولين للمسيحية بحيث بات أفراد هذه الفئة أكثر ظهوراً في الحياة الاجتماعية بالبلاد، وتشير دراسة جامعة سانت ماري الأمريكية أن حوالي 6.5 مليون إندونيسي مسلم تحول للديانة المسيحية بين السنوات 1960-2015.
- في  إيران المسيحية هي أكثر الديانات انتشارًا بعد الإسلام، وتشير بعض المنظمات إلى أن عدد معتنقي المسيحية في إيران بلغ 370,000 وذلك حسب مجموعة مراقبة الاضطهاد الأمريكية «فتح الأبواب»، بعد ان كانوا 200 شخص فقط قبل 40 سنة،[168] وبين 500,000 ومليون حسب الإرسالية المسيحية الإيرانية.[169][170] تقول التقارير أن المسيحية هي أسرع الأديان نموًا في إيران بمعدل سنوي قدره 5.2%.[171]
- في  العراق أشار شاك كلوزين إلى ان أكثر من 5,000 عراقي تحول إلى المسيحية منذ عام 2003.[164]
- في  كازاخستان تقدر أعداد المسلمين المتحولين للمسيحية بحوالي 82,300 نسمة.[172]
- في  قرغيزستان أشار تقرير حكومي إلى أن آلاف المسلمين يتركون الإسلام ويعتنقون المسيحية في قرغيزيا سنويًا.[173][174]
- في  ماليزيا تشير تقارير إلى أن حوالي 260,000 مسلم ماليزي تحول للمسيحية.[175]
- في  قبرص الشمالية ذكرت تقارير تعود لسنة 2010 أن نحو 300 عائلة تركية تعيش في قبرص التركية قد تركت الإسلام واعتنقت المسيحية.[176]
- في  السعودية تشير دراسة جامعة سانت ماري الأمريكية أن حوالي 60,000 سعودي مسلم تحول للديانة المسيحية بين السنوات 1960-2015.